# Franz Kafka
Franz Kafka (n. 3 iulie 1883, Praga, Austro-Ungaria – d. 3 iunie 1924, Klosterneuburg, Austria Inferioară, Austria) a fost un scriitor de limbă germană, evreu originar din Praga. Reprezentant remarcabil al prozei moderne, a exercitat o influență covârșitoare asupra literaturii postbelice. Cu mesaje adesea codificate în parabole ce pot genera multiple interpretări, operele sale se caracterizează printr-o viziune halucinantă, grotescă, tragicomică asupra realității, caracteristică expresionismului și suprarealismului. Narațiunea evoluează de multe ori labirintic și fragmentar, iar temele abordate sunt alienarea, brutalitatea fizică și psihologică, cosmicul conflictul oedipal și biblic dintre tată și fiu, complexitatea absurdă a birocrației și imposibilitatea omului de a înțelege sensul propriei existențe. Printre cele mai importante creații kafkiene se numără romanele Procesul, Castelul și America, nuvela Metamorfoza sau povestirile Verdictul, Colonia penitenciară, Un artist al foamei, Un medic de țară și Marele zid chinezesc.
Franz Kafka s-a născut în Praga, capitala Regatului Boemiei în timpul Imperiului Austro-Ungar, într-o familie de evrei așkenazi, fiu al comerciantului Hermann Kafka și al Juliei Kafka (Löwy). Limba lui maternă, în care a și scris mai târziu, a fost germana, vorbită nativ în acea vreme de mai puțin de o cincime din populația orașului. Kafka a mai învățat de-a lungul vieții ceha, franceza, italiana și ebraica. După absolvirea liceului german, a studiat dreptul, și-a luat doctoratul, a lucrat un an la tribunalul din orașul natal, apoi la o întreprindere italiană și în final ca avocat la compania de asigurări Allgemeinen Unfallversicherungsanstalt für das Königreich Böhmen (1908-1922). A părăsit rareori Praga, a călătorit în Italia, Germania, Franța și Elveția și a vizitat orașul Arad. A frecventat până către sfârșitul vieții un „cerc strâmt” de literați praghezi. Cei mai apropiați prieteni i-au fost sora sa Ottla, scriitorul Max Brod și actorul evreu Ițhak Löwy.
În 1909, Kafka a debutat literar cu o colecție de opt schițe (Contemplare), publicate în revista literară Hyperion din München. A întreținut, între 1912 și 1917, o corespondență asiduă cu Felice Bauer, cea care i-a fost de două ori logodnică, iar apoi, începând cu 1920, a corespondat cu Milena Jesenská, o cunoscută scriitoare cehă, care i-a tradus în cehește câteva povestiri. În ciuda numeroaselor sale iubiri și pentru a se dedica scrisului, Kafka a rămas toată viața celibatar, la fel ca multe din personajele sale. A avut o fire hipersensibilă și a suferit din cauza anxietății sociale, a insomniei, ipohondriei și depresiei. A fost un iubitor al naturii și al activităților în aer liber, iar interesul său pentru cultura evreilor răsăriteni a început să se manifeste în 1911, când a descoperit teatrul idiș. Către sfârșitul vieții a îmbrățișat și unele idei sioniste.
Primele simptome ale tuberculozei lui Kafka au apărut în 1917, dar el a refuzat să se trateze într-un sanatoriu. Starea sănătății i s-a agravat și, începând cu 1922, nu a mai putut lucra. În ultimele luni ale vieții, a fost internat în sanatoriul din Kierling, lângă Viena. A murit la 3 iunie 1924 în brațele prietenului său, doctorul Robert Klopstock, și ale ultimei sale iubite, Dora Diamant. Post-mortem, opera sa literară, rămasă în cea mai mare parte inedită, a fost publicată de Max Brod, prietenul și legatarul său testamentar, cel care a refuzat să ducă la îndeplinire rugămintea lui Kafka de a arde manuscrisele.
Franz Kafka a influențat scriitori precum Jorge Luis Borges, Albert Camus, Jean-Paul Sartre sau Gabriel García Márquez. Publicul german l-a descoperit abia după episodul nazist, iar Cehia după relaxarea cenzurii comuniste din anii 60. În multe limbi, cuvântul „kafkian” a ajuns să descrie o situație absurdă, coșmarescă și suprarealistă.

## Contextul și formarea

### Cadrul social și religios
Franz Kafka s-a născut în timpul domniei împăratului Franz Joseph, un monarh cunoscut pentru tactul cu care reușea să medieze conflictele etnice, dar nu atât de abil în situațiile economice. Pentru Imperiul Austro-Ungar, Praga reprezenta al treilea oraș ca dimensiune și populație, după Viena și Budapesta, dar și unul din cele mai importante centre industriale și culturale. La nașterea scriitorului, cosmopolita localitate era locuită de 170 000 de oameni (300 000 cu suburbiile și garnizoanele militare), dintre care doar 14% (42 000) erau vorbitori nativi de germană, iar restul erau cehi. Pentru comunitatea cehă, originară din ținuturile Boemiei și Moraviei, Praga devine un simbol al identității lingvistice și culturale. Într-un imperiu ce pare să stagneze, orașul lui Kafka inspiră dinamism și modernitate. Populația pragheză se dublează în treizeci de ani; fluxul continuu de muncitori cehi și fenomenul asimilării diminuează numărul germanofonilor la 6.7% (37 000) în 1910. Ca un fel de minoritate în minoritate, comunitatea evreilor, în mare parte vorbitoare de limbă germană, număra la 1900 în jur de 14 000 de locuitori. Antisemitismul exacerbat de ideile naționaliste ale sfârșitului de secol XIX, îi transformă pe evrei în ținta animozității atât a cehilor cât și a germanilor.
Tatăl lui Franz Kafka, Hermann Kafka, deși evreu, vorbea foarte bine cehește, ceea ce i-a sporit succesul în afaceri. Numele lui, provenind din limba cehă (unde kavka înseamnă stăncuță), este pus în valoare, într-o manieră ludică, prin folosirea imaginii unei păsări ca firmă a magazinului său de galanterii. Cunoașterea limbii majorității îi aduce însă beneficii chiar mai importante decât cele economice: în timpul unui pogrom al cehilor împotriva evreilor, magazinul lui Hermann Kafka nu este vandalizat, tocmai datorită dibăciei sale lingvistice. Cu toate acestea, negustorul a insitat ca fiul său să fie educat în spirit german; Franz Kafka va învăța ulterior ceha, dar insuficient cât să poată scrie literatură în această limbă. Pe plan religios, părinții lui Kafka nu au manifestat un interes pregnant pentru iudaism, deși au respectat formal riturile și sărbătorile. Având de ales între ortodoxismul iudaic izolaționist și iluminismul Haskala, care încuraja integrarea în societatea europeană, ei par să fi optat mai degrabă pentru ultimul. Această atitudine laică i-a îndepărtat oarecum de restul comunității evreiești din Praga. Inabilitatea părinților de a-l ancora pe Kafka într-un sistem cultural sau etnic a sfârșit prin a-i da tânărului scriitor un sentiment de marginalizare și dezrădăcinare.

### Părinții

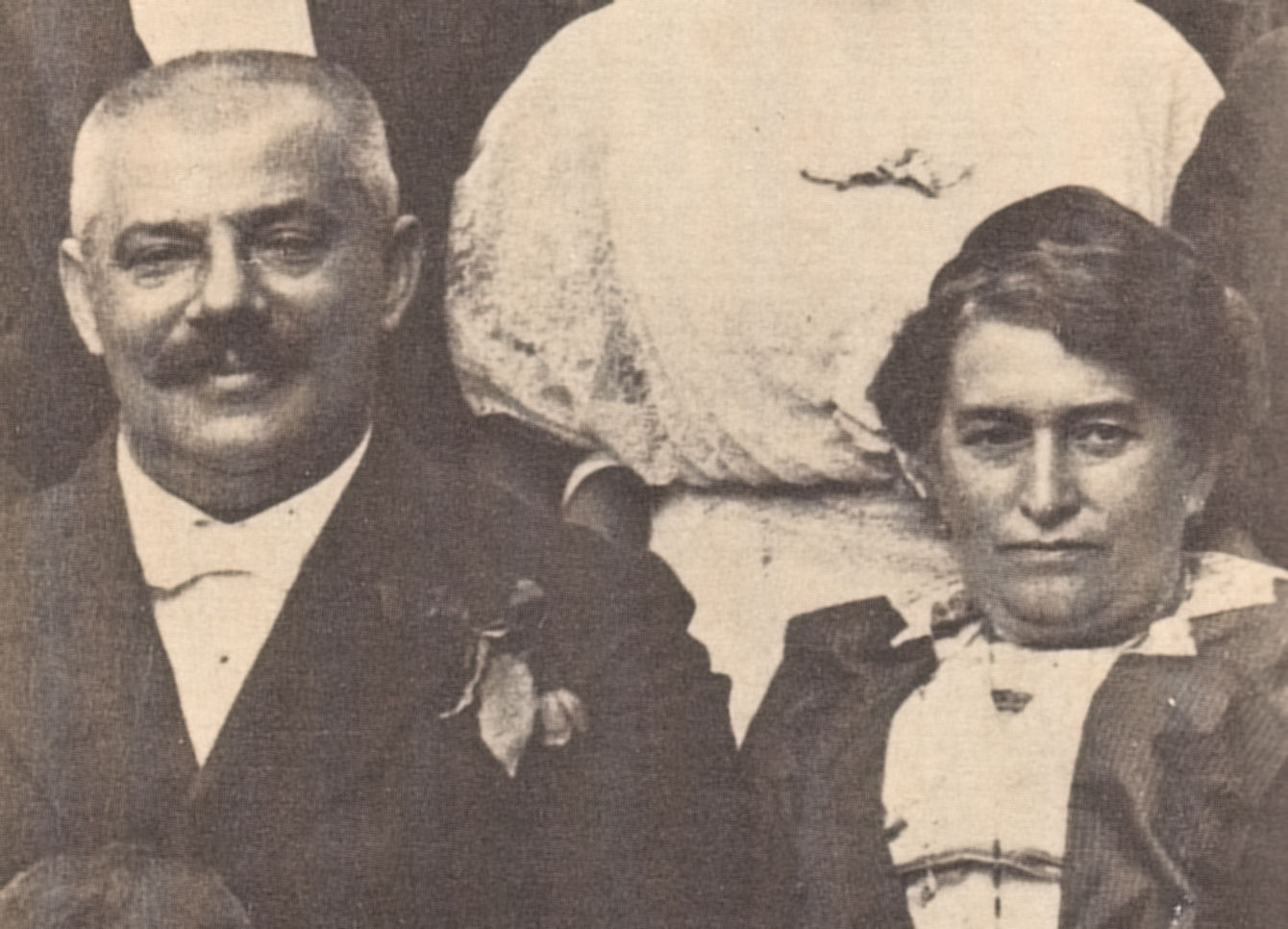
Părinții lui Franz Kafka, Hermann și Julie Kafka, în 1913.

Părinții lui Franz Kafka sunt Hermann Kafka (1852–1931) și Julie Kafka, născută Löwy (1856–1934). Hermann Kafka a fost unul din cei șase copii ai unei familii de evrei foarte sărace dintr-un shtetl (enclavă evreiască) al comunei Wossek din sudul Boemiei (lângă orașul Strakonice). Tatăl lui Hermann, Jakob Kafka, a fost un shochet, adică un măcelar care sacrifică animalele conform tradiției evreiești. Din cauza sărăciei, Hermann Kafka a fost nevoit încă de la paisprezece ani să abandoneze studiile și să lucreze ca negustor ambulant. Frigul, foamea și disconfortul, care i-au dominat copilăria, l-au transformat într-o personalitate puternică, pragmatică și ambițioasă. Julie Löwy, în schimb, provine dintr-o familie prosperă și educată din Poděbrady: tatăl ei este comerciant și patronul unei fabrici de bere, iar bunicul ei dinspre mamă este talmudist. Devenind, după moartea mamei, singura femeie într-o familie cu șase bărbați (tatăl și cei cinci frați), Julie Löwy își acceptă de timpuriu statutul de servitoare a capriciilor masculine. Hermann și Julie se căsătoresc la 3 septembrie 1882, apoi se mută în Praga și deschid un magazin de galanterii (Galanteriewaren), unde vând umbrele, bastoane, articole de îmbrăcăminte, accesorii la modă etc. Cei doi vorbesc un dialect al limbii germane foarte influențat de idiș, care este numit uneori peiorativ Mauscheldeutsch. Franz Kafka se va distanța, datorită traseului său profesional, de limbajul colocvial încărcat de expresii « jargon » al părinților săi, dar nu se va simți prea confortabil nici cu germana standard, impusă de figuri literare gigantice ca Goethe sau Schiller. Spre exemplu, așa cum va consemna în 1911, chiar și cuvântul Mutter (mamă) i se pare străin și departe de sensul pe care vrea să-l exprime:
„Ieri mi-am dat seama că nu mi-am iubit întotdeauna mama, așa cum ea ar fi meritat sau cum eu aș fi putut să o iubesc, deoarece am fost împiedicat de limba germană. Mama evreică nu este «Mutter», această etichetare e un pic comică [...] «Mutter» este pentru evrei un cuvânt foarte german, care conține, pe neobservate, pe lângă strălucirea creștinismului, și răceala lui [...] Cred că doar amintirea ghetoului mai ține unită familia evreiască, pentru că nici cuvântul «Vater» nu desemnează deloc un tată evreu.”—Franz Kafka, Jurnal, 24 octombrie 1911
Franz Kafka va vorbi mai târziu despre două principii antagonice care i-au guvernat familia. Primul este cel patern, Kafka, care se evidențiază prin « tărie, sănătate, apetit, intensitatea vocii, elocvență, mulțumire de sine, dominarea lumii, rezistență, prezență de sine și cunoașterea naturii umane ». Acestea sunt practic caracteristicile lui Hermann Kafka, negustorul autoritar și egocentric, care și-a construit cu propriile forțe o carieră de succes. Al doilea principiu, cel matern - Löwy, este unul pasiv, timid, ascuns, melancolic, chiar spiritual, intelectual și religios, dacă luăm în calcul tradiția rabinică a unor strămoși din partea mamei. Cu acest al doilea principiu se va identifica Franz Kafka. Trebuie amintiți aici mai ales trei dintre unchii materni, și anume Siegfried, Rudolf și Alfred („unchiul din Madrid”) Löwy, niște burlaci excentrici, după care Kafka și-a modelat propria viață.

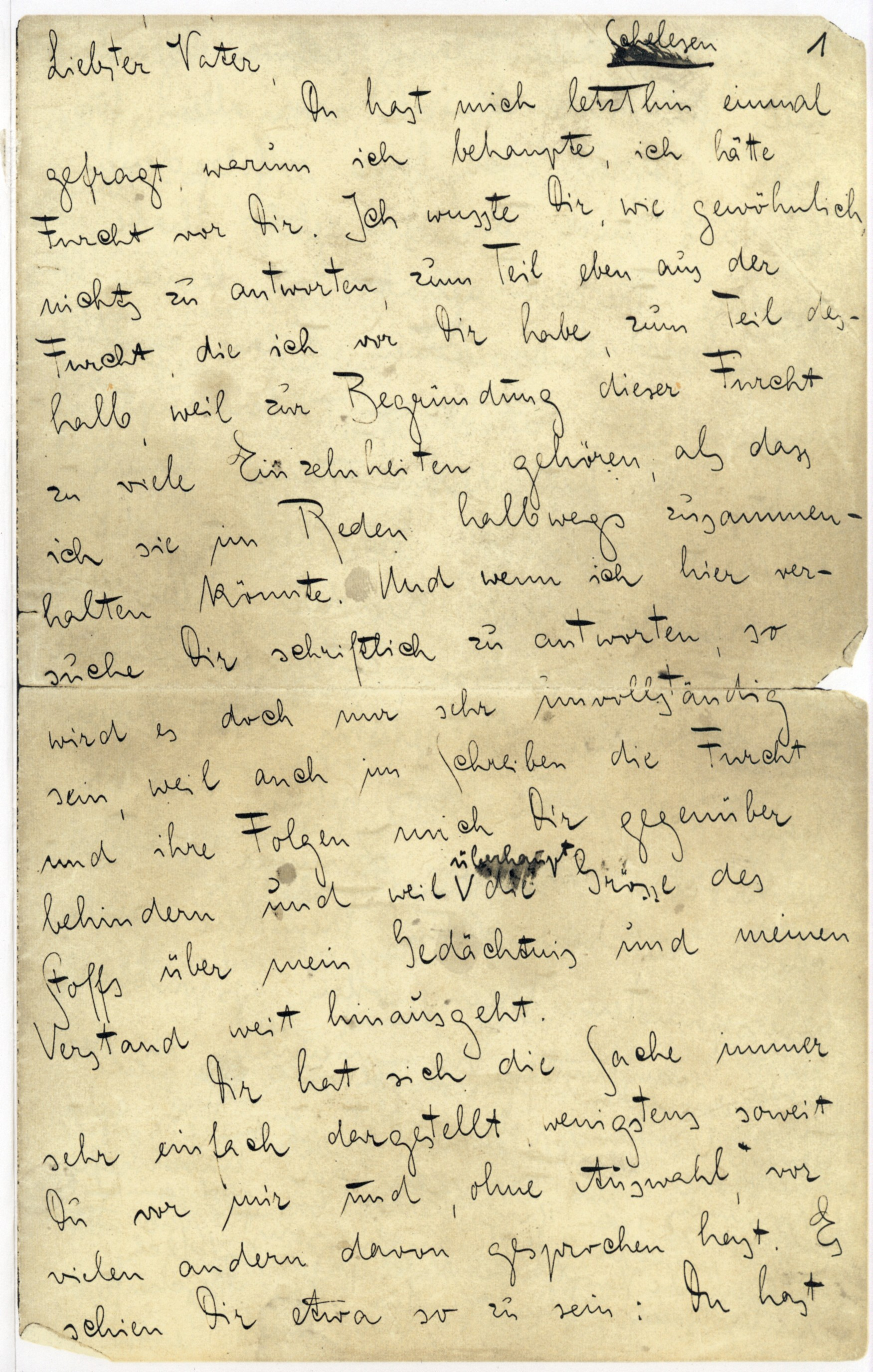
Prima din cele 103 pagini care compun Scrisoare tatălui de Franz Kafka, noiembrie 1919. « M-ai întrebat, cu ceva timp în urmă, de ce susțin că mi-ar fi fost teamă de tine. » își începe fiul oprimat tirada împotriva despoticului tată.

Figura tiranică a tatălui a dominat primii ani de viață ai scriitorului și a influențat mult opera acestuia. În 1919, Franz Kafka compune o scrisoare adresată lui Hermann Kafka (Scrisoare tatălui) în care îi impută caracterul poruncitor și ipocrit sau faptul că l-ar fi mutilat emoțional în copilărie. Documentul are un conținut deosebit de virulent; nu se știe dacă este doar un exercițiu autobiografic sau Kafka chiar ar fi dorit ca mesajul său să îi parvină tatălui. Conform lui Max Brod, scriitorul i-ar fi dat mamei sale scrisoarea, pentru a o înmâna lui Hermann Kafka, dar Julie nu a vrut să intre în acest scandal și a înapoiat documentul. « Toată gândirea mea stătea sub greutatea apăsătoare a gândirii tale », scrie Kafka în Scrisoare tatălui, « chiar și gândirea mea care nu coincidea cu a ta; de fapt, mai ales aceasta. » Kafka își acuză tatăl că îi impunea cu strictețe (la masă, la templu sau cu alte împrejurări) reguli de conduită pe care nici măcar el însuși nu le respecta. Comanda « Niciun cuvânt de protest! », care i se repeta obsesiv, i-ar fi cauzat scriitorului un « fel de a vorbi șovăitor și bâlbâit », precum și o predispoziție pentru tăcere. Hermann Kafka obișnuia să ridiculizeze comportamentul visător și pasiv al fiului său și îl punea adesea în contrast cu propria fire ageră. Îi plăcea mai ales să amintească de condițiile mizere din care a reușit să răzbată prin muncă și insista că fiul trebuie să-i fie recunoscător pentru viața de huzur pe care o duce. Franz Kafka explică în scrisoare cum, din cauza tatălui, a pierdut « încrederea în propriile fapte » și a dezvoltat o « frică continuă față de ceilalți ». Tatăl ar fi fost vinovat chiar și pentru neizbânda fiului de a se căsători și de a-și construi o familie. Un episod descris în scrisoare pare de-a dreptul traumatizant: copilul Franz Kafka este lăsat într-o noapte afară, în balcon, de către tatăl său, din cauza unei abateri de la buna conduită.
„Chiar și după câțiva ani, m-a torturat ideea chinuitoare că omul uriaș, tatăl meu, ultima instanță, va veni fără niciun motiv și în mijlocul nopții mă va scoate din pat și mă va duce în balcon, iar eu aș fi fost, astfel, un Nimeni pentru el.”—Franz Kafka, Scrisoare tatălui
Nici relațiile scriitorului cu mama sa nu au fost mai calde. Julie Löwy, o femeie de altfel blândă și capabilă de sacrificiu de sine, trebuie să lucreze toată ziua în magazinul lui Hermann și, în percepția lui Kafka, se ocupă prea puțin de creșterea copiilor ei. Franz Kafka se simte abandonat în brațele servitorilor, bucătarilor și guvernantelor; are o copilărie singuratică de care își va aminti fără bucurie sau nostalgii. În Scrisoare tatălui, vorbește chiar de o trădare din partea mamei, care pare să se dedice mai mult soțului decât fiului. Fără să-și dea seama, ea ar fi jucat rolul « hăitașului la vânătoare » sau al calului troian, ademenindu-l pe Franz Kafka prin bunătatea ei în cercul periculos al tatălui, unde tânărul era nevoit să suporte din nou supliciile psihologice.
Influența lui Hermann asupra operei lui Franz Kafka este indubitabilă. În Metamorfoza, tatăl lui Gregor Samsa este cel care aruncă cu mere în fiul transformat în gândac, provocându-i o rană mortală, iar în Verdictul, tatăl lui Georg Bendemann îi face un scurt proces de intenție fiului și îl condamnă la moarte. În multe din lucrările scriitorului întâlnim o autoritate supremă, patriarhală, care guvernează discreționar destinul personajului principal. În Procesul, un om este arestat și acuzat de o instanță distantă și inaccesibilă, iar în Castelul, imensul și inabordabilul monument, Castelul, se bucură de centralitatea și reputația unui pater familias, fără a-i permite însă lui K. accederea la acest statut. Pentru Kafka, figura tatălui se identifică cu realitatea însăși. « Câteodată îmi imaginez harta lumii desfășurată, iar pe tine întins în diagonală deasupra ei » îi mărturisește el în Scrisoare tatălui. Pentru a evita dominația paternă, Kafka se vede nevoit să construiască un complicat sistem de ziduri, tuneluri subterane și labirinturi, spații ascunse și secrete care îi pot conserva individualitatea. Frederick Karl identifică în povestirea Marele zid chinezesc tendința scriitorului de a se izola de centrul patriarhal. Lucrătorii din această poveste pot trăi departe de viața capitalei, fără să știe măcar cine este împăratul sau numele dinastei acestuia; pot inculca propriei existențe un nou sens și o nouă istorie. În același mod, Franz Kafka își propune să se dezvolte în afara sferei de influență a atotcuprinzătorului său tată.

### Surorile

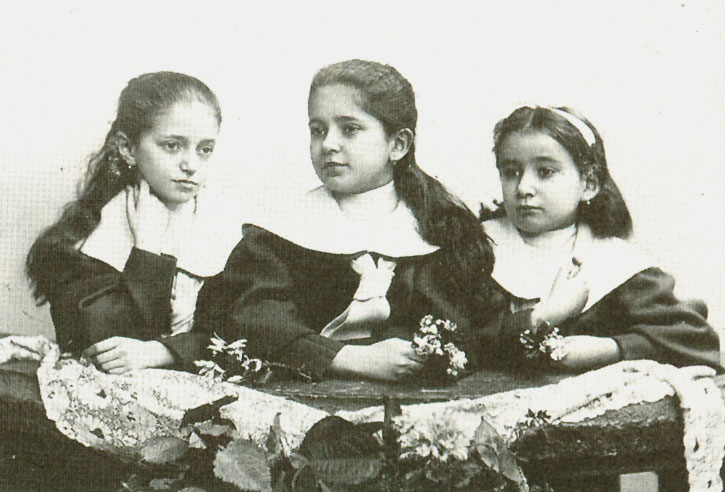
Surorile lui Kafka. De la stânga la dreapta: Valli, Elli, Ottla.

Franz Kafka, născut la 3 iulie 1883, este primul copil al soților Hermann și Julie Kafka. Are doi frați, Georg și Heinrich, care mor la vârste fragede și trei surori: Gabriele ("Ellie") (1889–1944), Valerie ("Valli") (1890–1942) și Ottilie ("Ottla") (1892–1943).
Ottla Kafka este sora favorită a scriitorului. Cei doi au corespondat între 1909 și 1924, iar scrisorile lor sunt publicate astăzi în antologii precum Scrisori către Ottla. Ea este, conform lui Kafka, singura din familie care putea să i se opună tatălui:
„[Ottla era] ca un fel de « Löwy », dar echipată cu cele mai bune arme « Kafka ». Între noi [Franz și Hermann Kafka] nu a existat cu adevărat un război; eram deja învins; ceea ce îmi rămânea nu era decât fuga, amărăciunea, tristețea și lupta interioară. Voi doi însă [Ottla și Hermann Kafka] v-ați așteptat întotdeauna în poziție de luptă, mereu proaspeți, mereu puternici”—Franz Kafka, Scrisoare tatălui
La fel ca mulți evrei din Praga, cele trei surori vor fi deportate în timpul celui de-al Doilea Război Mondial. Valli și Elli au fost trimise la Ghetoul din Łódź, iar Ottla în lagărul de concentrare din Theresienstadt. Ottla este omorâtă la 7 octombrie 1943 la Auschwitz, iar despre Valli sau Elli nu se mai știe nimic după război. Franz Kafka nu va asista la aceste orori, moartea lui survenind în 1924.

### Copilăria și adolescența (1883-1901)

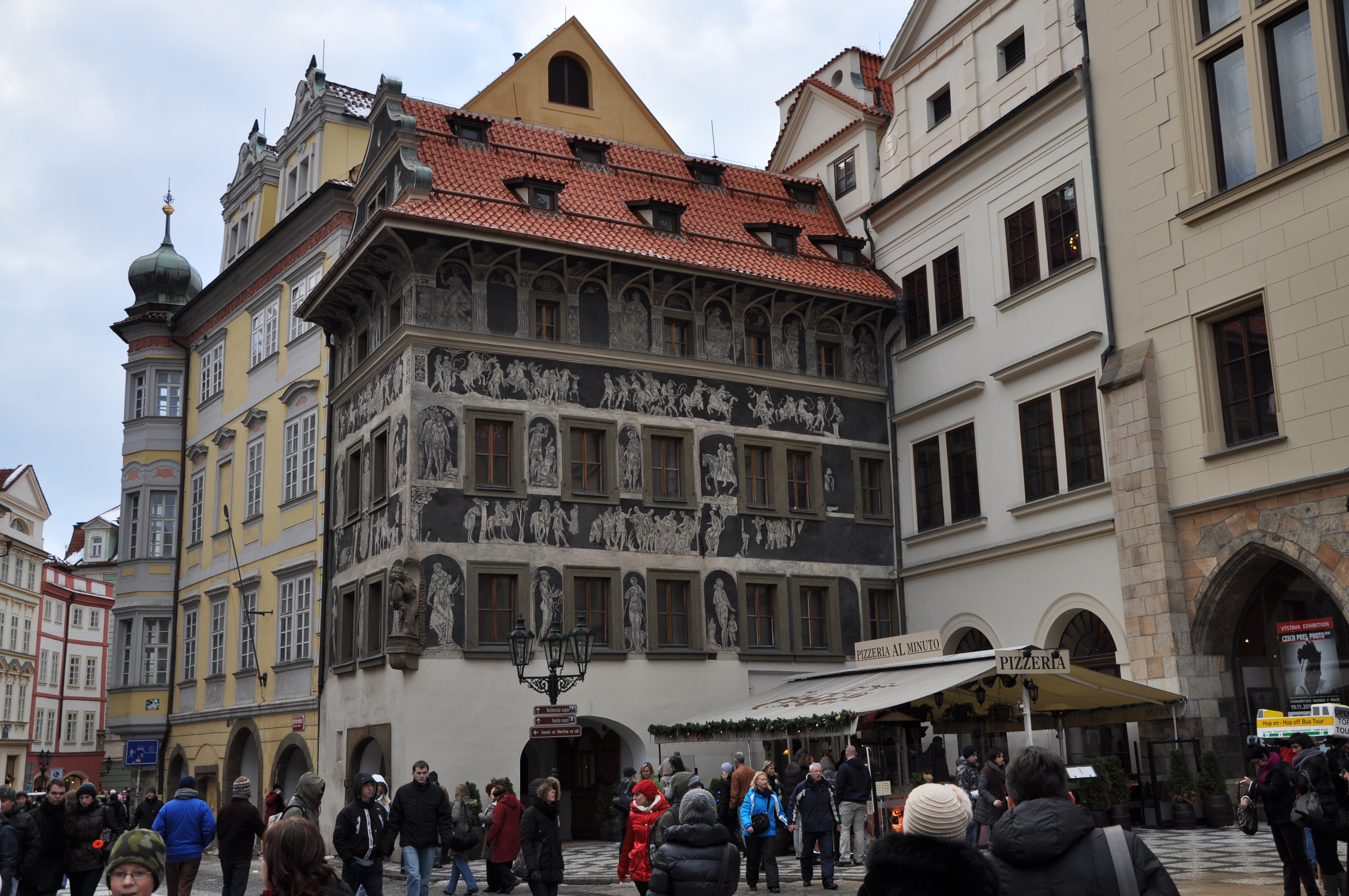
Dům U Minuty, unde Franz Kafka locuiește cu părinții între 1889 și 1896.

Avansând rapid pe scara socială, părinții lui Kafka își schimbă de mai multe ori domiciliul, în mai puțin de patru ani: de la Piața Wenceslas în 1885, la Geistgasse în următorul an și Niklastraße în 1888, ei se stabilesc în cele din urmă în Piața Orașului Vechi în iunie 1889 și vor rămâne acolo pentru șapte ani în Dům U Minuty (Casa Minuta). Franz Kafka este singurul dintre copii care beneficiază de o cameră separată, cu toate că aceasta este foarte friguroasă. Împreună cu ei mai locuiește și o slujnică, Marie Werner, evreică vorbitoare de limbă cehă, angajată de Hermann și Julie pentru a avea grijă de copii și de casă.
Ca primul și singurul băiat al unei familii de evrei, Franz Kafka reprezintă obiectul unor așteptări uriașe din partea părinților. Între 1889 și 1893, frecventează Școala de Băieți Germană (Deutsche Knabenschule) de pe strada pragheză Masná, cunoscută atunci ca Masný trh sau Fleischmarkt (Piața de carne). Educația lui religioasă se încheie prin îndeplinirea ritualului inițiatic Bar Mitzvah la treisprezece ani. Pentru acesta, Kafka trebuie să memoreze un pasaj în limba ebraică și să îl cânte într-un cadru ceremonial la Sinagoga Zigeuner.

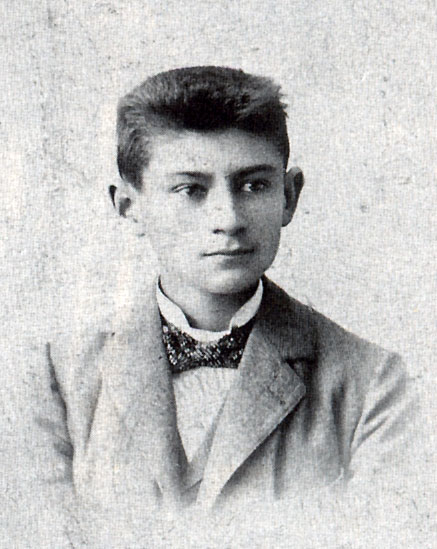
Franz Kafka, elev, înainte de 1900.

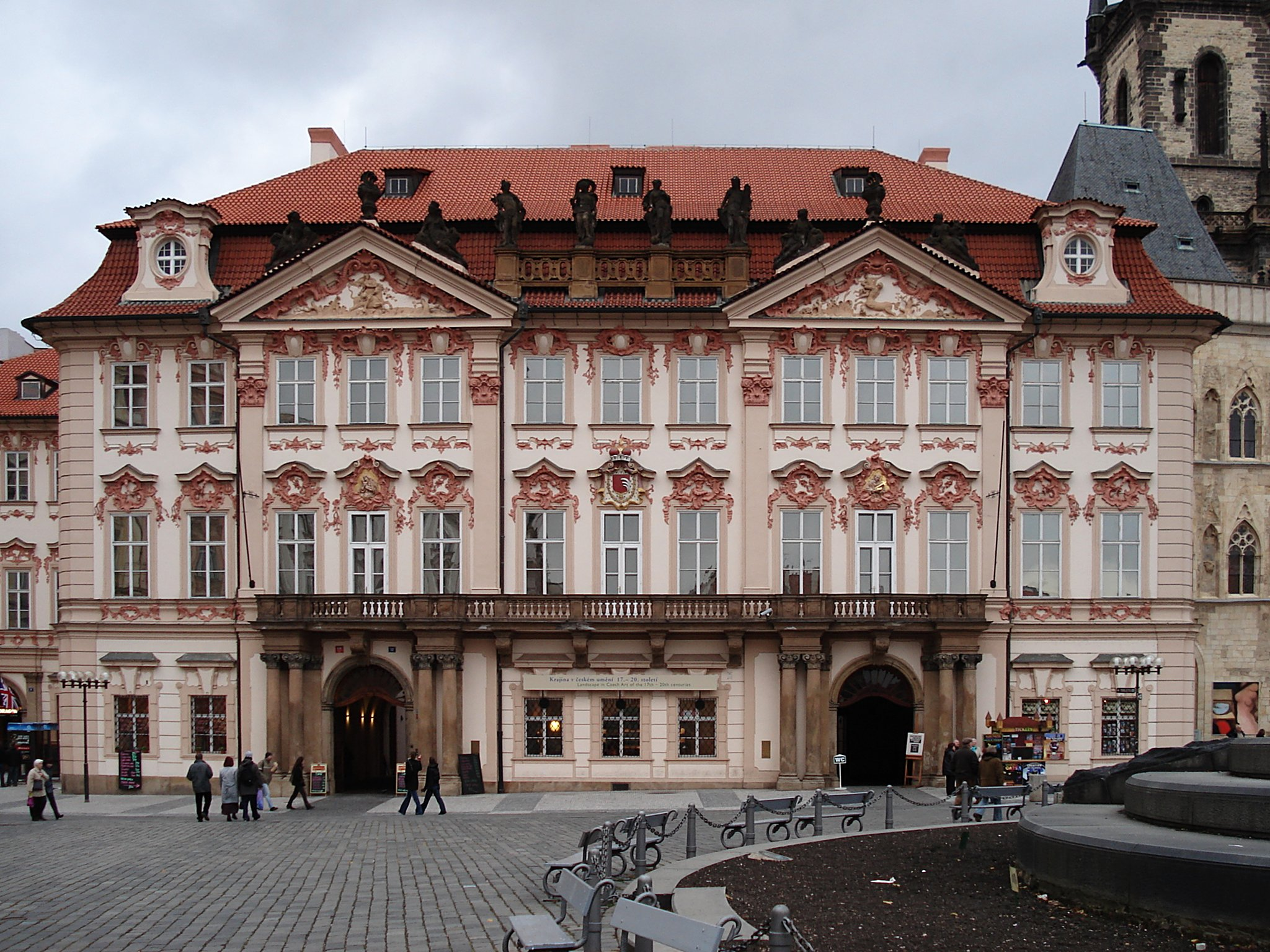
Palatul Kinsky, unde Kafka urmează gimnaziul. De la 1912, magazinul de galanterii al lui Hermann Kafka se mută din Zeltnergasse 12 la parterul aceluiași palat.

La zece ani (în 1893) din dorința tatălui, Kafka se înscrie la Gimnaziul de Stat Altstädter Deutsches Gymnasium din Palatul Kinsky, o școală foarte riguroasă, axată mai mult pe studiile umaniste decât pe știință. Aici cursurile se țin în limba germană, dar Kafka studiază și limbi clasice (latina, greaca), franceza și ceha. Deși sistemul este foarte competitiv, iar Kafka își subestimează mereu abilitățile, reușește să obițină rezultate remarcabile la toate disciplinele, mai puțin matematica și primește câțiva ani calificativul Vorzugschüler (elev excelent). Disprețuiește însă, în forul său interior, acest mod de educație bazat pe memorare și uniformizare. Într-un sistem al înregimentării și îndoctrinării, Kafka învață să își păstreze independența spirituală, cu o abilitate care îi va fi foarte utilă și mai târziu, la universitate sau la serviciu. Teroarea constantă a examenelor, la care este convins întotdeauna că va eșua, îi prejudiciază sănătatea. După una din numeroasele și intensele perioade de examinare, cedează oboselii fizice și are nevoie de o vacanță prelungită. Printre amicii săi cei mai buni din perioada gimnaziului se numără Rudolf Illowý, Hugo Bergmann, Ewald Felix Příbram (în compania de asigurări a tatălui acestuia va lucra mai târziu Kafka), Paul Kisch și Oskar Pollak (cu care va rămâne prieten și în timpul universității). Prin intermediul lui Hugo Bergmann, Kafka face cunoștință cu operele lui Hofmannsthal și Nietzsche, mai ales cu Așa grăit-a Zarathustra. Încă din gimnaziu este preocupat de literatură. Primele sale încercări literare însă au fost probabil distruse de el însuși, la fel ca primele sale jurnale.
Din 1899, tânărul de șaisprezece ani este atras de socialism. Deși prietenul și mentorul său politic Rudolf Illowý este exmatriculat din cauza mașinațiunilor lui socialiste, Kafka rămâne fidel convingerilor sale și poartă în continuare cu mândrie o garoafă roșie la butonieră. După absolvirea examenului maturității (Abitur) în anul 1901 cu calificativul satisfăcător (befriedigend), Kafka părăsește pentru prima dată Boemia și călătorește cu unchiul său Siegfried Löwy în insulele Norderney și Helgoland. Relația strânsă dintre scriitor și unchiul lui dinspre mamă, doctor în Moravia, a inspirat povestirea Un medic de țară.
Kafka evocă neîndurător, în jurnalul său, perioada adolescenței. Atunci era, după cum recunoaște, « deosebit de prost îmbrăcat », pentru că părinții îi comandau hainele de la un anume negustor din Nusle. Veșmintele inestetice i-ar fi deformat nu doar mersul și postura, ci chiar și imaginea despre sine și gândirea despre viitor:
„Așadar, am cedat în fața hainelor mele urâte și proaste până și în ce privește ținuta fizică; am început să merg încovoiat, cu umerii căzuți, cu brațele și mâinile strâmbe; mi-era frică de oglinzi pentru că răsfrângeau o urâțenie, de nelecuit. [...] Adevărul este că eram cu totul lipsit de capacitatea de a-mi gândi, chiar și în cele mai neînsemnate amănunte, viitorul concret. Îmi limitam gândirea numai la obiectele imediate și la împrejurările prezente, și asta nu din pedanterie sau pentru că aș fi avut interese bine conturate, ci — în măsura în care nu prostia mea ar fi fost cauza — din tristețe și din spaimă : din tristețe, căci prezentul fiind atât de trist pentru mine, îmi spuneam că nu trebuie să-l depășesc înainte de a mi-l fi făcut mai fericit, din spaimă, pentru că, tot așa cum mi se făcea frică în fața celui mai mic pas în prezent, mă consideram nevrednic, copilăros și demn de dispreț cum mă vedeam, să judec cu adevărat și cu spirit de răspundere un viitor măreț, bărbătesc, care de cele mai multe ori nu mi se părea deloc posibil.”—Franz Kafka, Pagini de jurnal și corespondență, 2 ianuarie 1912, traducere de Mircea Ivănescu

### Studiile universitare (1901-1906)

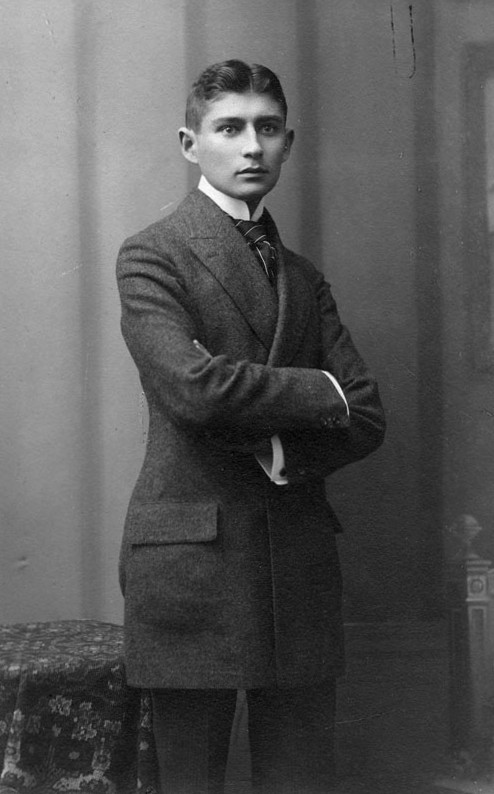
Franz Kafka în 1906

Franz Kafka se înscrie în 1901 la Universitatea Carol-Ferdinand din Praga (Karl-Ferdinands-Universität). La început optează pentru chimie, dar după două săptămâni incompatibilitatea sa cu munca de laborator îl face să își schimbe opțiunea și se reorientează spre drept. Domeniul studiilor îi este oricum indiferent; universitatea i se pare utilă doar în măsura în care îi asigură un suport sigur pentru cariera de scriitor. Studiază dreptul internațional, dreptul civil, dreptul canonic, dreptul comercial și constituțional, statistica și economia, precum și codul civil austriac. Mai târziu își va exprima ironic dezgustul pentru mediul avocățesc în scurta povestire Noul avocat, în care calul lui Alexandru cel Mare, Bucefal, transportat într-o lume modernă, lipsită de eroi și aventuri, se vede nevoit să se adâncească în lectura textelor legale. Pentru Kafka, studiile de drept au constat în faptul că se « hrănea spiritual pur și simplu, în cele câteva luni de dinaintea examenelor și sub cea mai formidabilă încordare a nervilor, din rumegușul care mai fusese mestecat de mii de guri » înaintea sa. Într-un anumit sens însă, acest lucru nu-i displăcea, pentru că îi pregătea perfect subzistența într-o lume birocratizată, la fel ca anii gimnaziului și viitoarea slujbă de funcționar.
Kafka încearcă de nenumărate ori să evadeze din plictisul studiilor legale, asistând la cursurile mai interesante ale științelor umaniste. În 1902, urmărește prelegerile intitulate Întrebări fundamentale despre psihologia descriptivă ale lui Anton Marty. În primăvara și vara anului 1903, studiază intens literatura, filologia și gramatica germană. Împreună cu Hugo Bergmann, student acum la chimie, Kafka devine membru al unei organizații universitare numite Sala lecturilor și a dezbaterilor pentru studenții germani din Praga (Lese- und Redehalle der deutschen Studenten in Prag) al cărei scop este revigorarea culturii germane. Deși naționalistă și chiar nuanțat antisemită, Die Halle, cum mai era numită colocvial, îi atrage atenția scriitorului datorită bibliotecii vaste de care dispune și a evenimentelor culturale captivante pe care le sponsorizează. Kafka are de asemenea multe contacte cu membri ai asociației universitare a studenților evrei, Bar Kochba, care promovează sionismul. El însuși însă nu devine membru al acestui grup. În octombrie 1902, Kafka îl cunoaște pe viitorul său prieten Max Brod, cel care îi va publica postum lucrările și îi va scrie prima biografie (Franz Kafka: o biografie, 1937). Kafka, cu un an mai în vârstă ca Brod, asistă la o prelegere a acestuia despre Schopenhauer. La un moment dat, oratorul face niște observații depreciative la adresa lui Nietzsche, pe care îl consideră un impostor (Schwindler) , ceea ce îl intrigă pe Franz Kafka, admirator al filozofului existențialist la fel ca mulți din colegii săi. Polemica aprinsă a celor doi, care va începe când Kafka se oferă să-l însoțească pe Brod acasă, devine primul episod al unei mari prietenii. Evreu energic, suferind de o deformare a coloanei care îl face să pară cocoșat, Max Brod este un om foarte cultivat, poet, jurnalist, critic, compozitor și pianist, dar mai presus de toate un exponent al modernismului, fiind capabil să identifice cu ușurință valori autentice ale avangardei ca Franz Kafka sau Leoš Janáček. Brod a fost primul care a afirmat că secolul al XX-lea va fi supranumit « secolul lui Kafka ». Mulți biografi au remarcat personalitățile contrastante ale celor doi prieteni: în timp ce Brod era sociabil și aventurier, Kafka era mai degrabă timid și reținut.

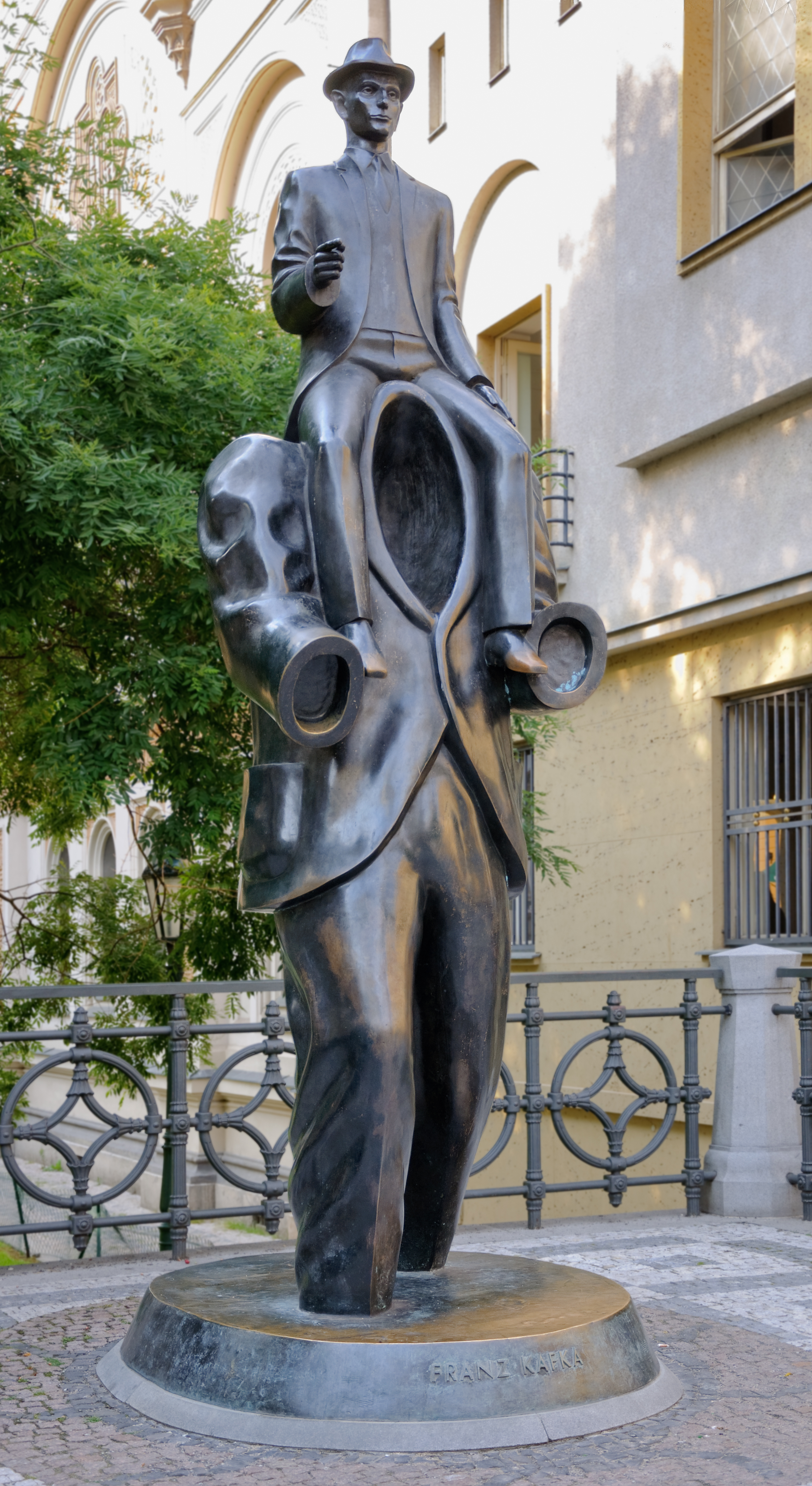
Statuia de bronz a lui Franz Kafka din Praga, concepută de sculptorul Jaroslav Róna. Imaginea suprarealistă a fost preluată din povestirea Descrierea unei lupte (1904).

Kafka citește mult în timpul studenției: de la misticul german Meister Eckhart și împăratul-filozof al Romei Marcus Aurelius, la filozoful naturalist Gustav Theodor Fechner, dramaturgul Friedrich Hebbel sau romancierul Thomas Mann. La inițiativa lui Brod, cei doi prieteni parcurg Protagoras de Platon în limba greacă, cu ajutorul unei traduceri și a unui dicționar, apoi Educația sentimentală și Ispitirea Sfântului Anton de Flaubert în franceză.
În plan literar, tânărul Kafka se află în căutarea propriului stil. Într-o scrisoare din 20 decembrie 1902 adresată lui Oskar Pollak putem întâlni cea mai veche povestire kafkiană care s-a păstrat, Der Unredliche in seinem Herzen. Deși scurtă și nedezvoltată (lungimea povestirii este de o pagină), lucrarea introduce două personaje stranii care par să anticipeze opera viitoare a scriitorului: Lunganul rușinos (der schamhafte Lange) și cel Necinstit la inimă (Der Unredliche in seinem Herzen). Sugestii ale marginalizării, fricii, rușinii, incertitudinii, coșmarescului sau absurdului, prezente în această povestire, se vor concretiza mai târziu în capodopere ca Metamorfoza și Procesul. Aproape un an mai târziu (8 noiembrie 1903), Kafka îi promite aceluiași prieten că îi va trimite pasaje dintr-o carte la care lucrează, Copilul și orașul (Das Kind und die Stadt). Nu se mai știe, din păcate, nimic despre acest proiect. În 1904, Kafka scrie prima povestire lungă, Descrierea unei lupte, la care va mai aduce îmbunătățiri până în 1909. Cu excepția a două fragmente care apar în Hyperion în 1909, lucrarea rămîne nepublicată în timpul vieții autorului. Descrierea unei lupte începe letargic, într-o atmosferă festivă, cu un erou principal introvertit și mult prea complexat de propriul fizic. Capitolul al doilea plonjează de-a dreptul într-un infern suprarealist: protagonistul se urcă în spatele unui prieten și îl călărește cu sălbăticie, apoi întâlnește un om gras din Orient, transportat într-o lectică, care îi relatează povestea stranie a unui « suplicant ». Kafka îi arată abia în 1905 lui Max Brod noua sa povestire, iar acesta se arată încântat, crezând că descifrează în ea sămânța geniului. Brod îl îndeamnă în mod continuu pe prietenul său să scrie, să publice și să păstreze manuscrisele. Descrierea unei lupte rămâne până astăzi una din cele mai enigmatice opere kafkiene.
În 1903, Kafka are prima experiență sexuală cu o fată de prăvălie (Ladenmädchen) de origine cehă. Ca mulți studenți din vremea lui, este un vizitator frecvent al bordelurilor. În timp însă, scriitorul devine tot mai dezgustat de actul sexual și de contactele fizice pe care le presupune, manifestând chiar anxietate și teamă în această privință. Pentru a motiva lipsa de apetit sexual a lui Kafka, unii biografi au invocat impotența (Louis Begley) sau homosexualitatea refulată (Saul Friedländer). Se pretinde că scrisorile adresate lui Oskar Pollak, precum și pasaje din Descrierea unei lupte sau Procesul ar conține elemente sau exprimări homoerotice. De asemenea, la 7 ianuarie 1912, Kafka menționează în jurnal că va poza în fața unui pictor ca model pentru Sfântul Sebastian, un personaj cunoscut în artă pentru modul cum a ajuns să camufleze fantezii homosexuale. Posibila homosexualitate a lui Franz Kafka este încă o temă controversată, contestată și prea vag argumentată. O suită importantă de iubiri feminine (Hedwig Weiler, Felice Bauer, Grete Bloch, Julie Wohryzek, Milena Jesenská, Dora Diamant) care a dominat viața scriitorului nu face decât să decredibilizeze susmenționata ipoteză. Reiner Stach consideră că viața privată a lui Kafka a fost cea a unui neobosit cuceritor de femei (vânător de fuste).

## Maturitatea și cariera

### Începuturile unuiBrotberuf(1906-1914)

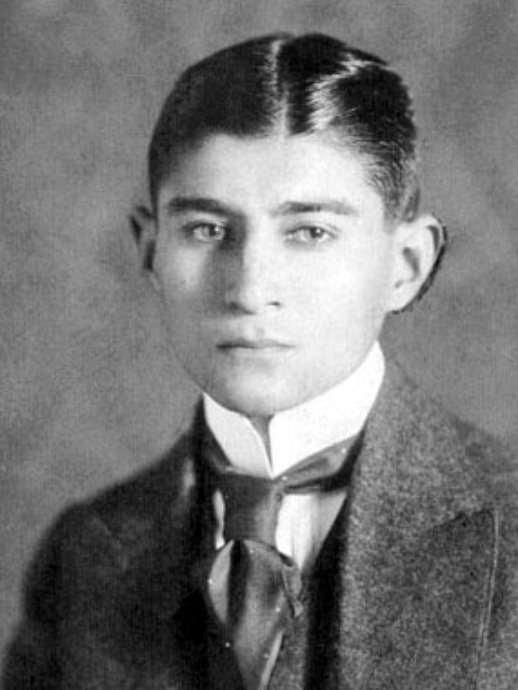
Franz Kafka în 1910

În 1906, Kafka își încheie studiile printr-un doctorat în drept. Cu o sănătate șubrezită de mediul stresant al universității, scriitorul este nevoit să se odihnească într-un sanatoriu din Zuckmantel în iulie 1905 și septembrie 1906. Alături de unchiul său preferat Siegfried, petrece vara anului 1907 în Triesch, unde o cunoaște pe Hedwig Weiler, una din primele sale iubiri, o tânără de numai nouăsprezece ani, cu care corespondează până în ianuarie 1908. La 20 iunie 1907, familia Kafka se mută din nou, de la reședința lor de unsprezece ani din Zeltnergasse, la numărul 36 Niklasstraße. Ca și înainte, spațiul privat și intimitatea tânărului scriitor sunt periclitate de gălăgia și rutina familiei. Într-o schiță autobiografică din 1912 intitulată Marele tapaj (Großer Lärm), Franz Kafka se plânge că locuiește în « cartierul general al zgomotului ». Abia în noiembrie 1913, familia se va instala într-un apartament mai mare, dar abia când surorile Elli și Valli se vor fi măritat deja și se vor fi stabilit la casele lor. Soțul primeia se numește Karl Hermann, iar al celei de-a doua, Josef Pollak. La începutul lui august 1914, chiar după izbucnirea Primului Război Mondial, Elli și Valli se întorc, împreună cu copiii lor, în apartamentul părinților, bărbații fiindu-le plecați în armată. Franz Kafka, aflat la vârsta de 31 de ani, se mută câteva luni mai târziu (10 februarie 1915) în fosta locuință a lui Valli, un apartament liniștit de pe Bilekgasse, unde locuiește singur pentru prima dată în viață. În martie 1915, își schimbă iar adresa: Lange Gasse (Aleea Lungă) 18, în clădirea numită Zum goldenen Hecht (La știuca de aur). Locuiește aici până în vara anului 1916, când găsește, cu ajutorul surorii Ottla, domiciliul ideal pentru scris: Alchimistengasse (Zlatá ulička) 22.
Între aprilie și octombrie 1906, Kafka își îndeplinește ucenicia (Advokaturs-Concipient) la biroul de avocatură al lui Richard Löwy. Execută apoi un stagiu obligatoriu de muncă fără plată la tribunalul din Praga. În noiembrie 1907, Kafka este angajat la Assicurazioni Generali, o companie italiană de asigurări, unde este supus unui program de lucru feroce (de la 8 dimineața la 6 seara). Serviciul este prost plătit și tânărul avocat nu este recompensat pentru orele suplimentare. Din acest motiv, Kafka părăsește compania după un an (15 iulie 1908). Cu ajutorul unui vechi prieten, reușește să își găsească o slujbă între 1908 și 1922 la Allgemeinen Unfallversicherungsanstalt für das Königreich Böhmen (AUVA), o companie de asigurări care se ocupă de accidentele de muncă. Situația de la noul loc de muncă este vizibil mai permisivă. « Serviciul meu este ridicol și rizibil de ușor [...] Nu înțeleg pentru ce primesc banii » îi va scrie Kafka Milenei Jesenská în 1920. Ocupațiile sale de la compania de asigurări nu sunt însă de natură să îl fascineze. Scriitorul vorbește adesea de cariera sa de avocat ca despre un Brotberuf, termen ce desemnează o slujbă menită să aducă un venit suficient traiului și nimic mai mult. Preocupările lui Kafka sunt, înainte de toate, literare:
„Această lume imensă din capul meu, cum să mă eliberez de ea și cum să o eliberez din mine, fără să mă sfarm în bucăți? Dar parcă mai degrabă m-aș sfărma, decât să o țin în mine îngropată.”—Franz Kafka, Jurnal, 21 iunie 1913

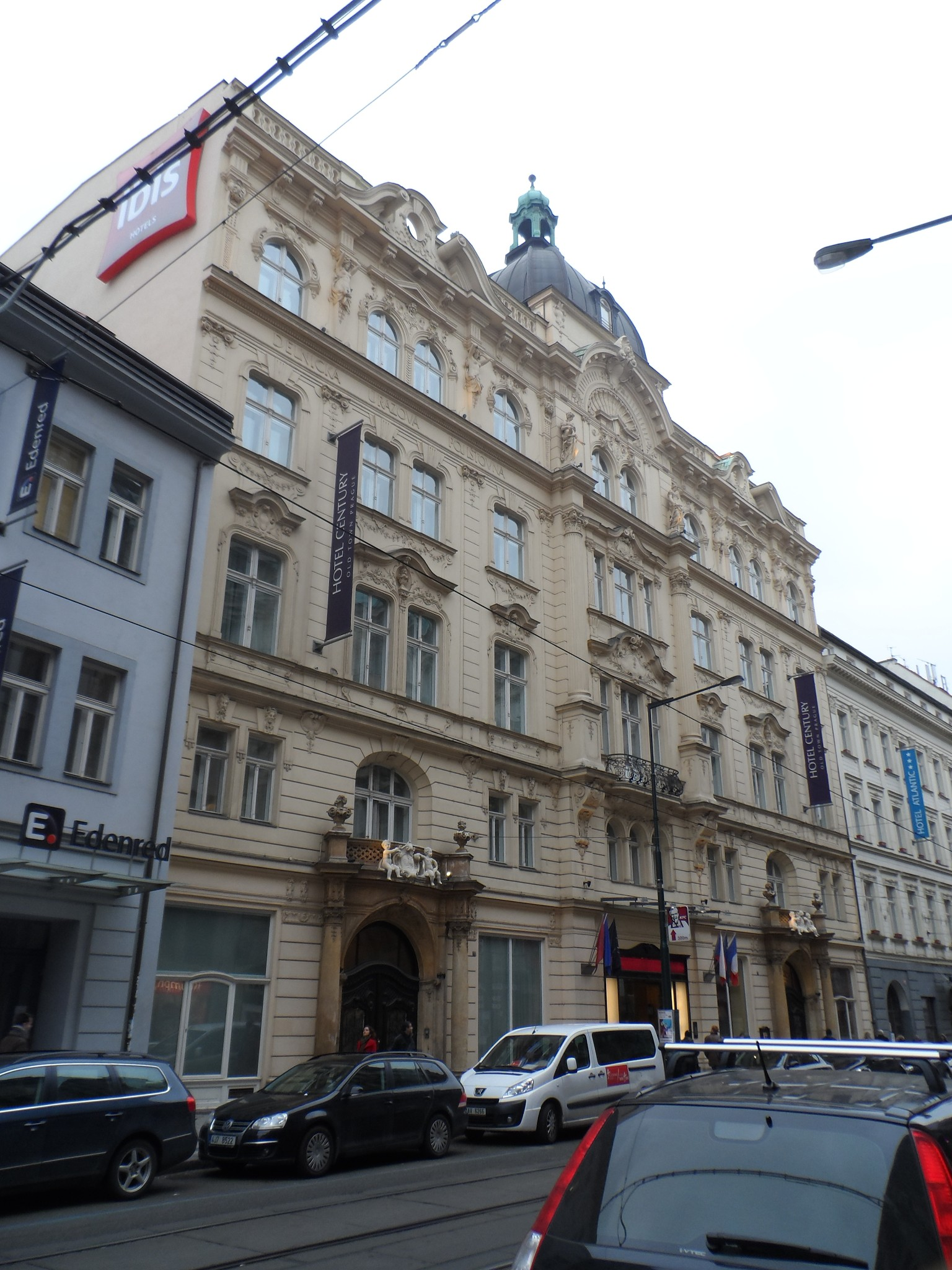
Sediul de odinioară al Companiei pentru asigurarea lucrătorilor din Regatul Boemiei unde lucrează Kafka între 1908 și 1922.

Programul, care se termină de obicei la ora două, îi permite lui Kafka să se dedice mai mult timp literaturii. Asta nu înseamnă însă că este un angajat neglijent, ci dimpotrivă, este apreciat de superiori și promovat de câteva ori: în 1910-1913 este conțipist, din 1913 vicesecretar, din 1920 secretar, din 1922 secretar superior. Colegii îl admiră mai ales pentru ceha elegantă și literară pe care o vorbește. Sarcinile lui Kafka constau în întocmirea statisticilor, redactarea protocolului, a articolelor jurnalistice și a rapoartelor, clasificarea lucrărilor în funcție de coeficientul de risc, ținerea corespondenței și reprezentarea agenției în demersurile legale. În 1910, din proprie inițiativă, urmează niște cursuri la Universitatea Tehnică din Praga, pentru a-și spori competența în domeniul tehnicii industriale. Profesorul de management Peter Drucker îl consideră pe Franz Kafka inventatorul căștii de protecție pentru muncitori, deși nu există dovezi concrete în acest sens. În postura de angajat la o companie de asigurări, scriitorul se familiarizează cu lumea lucrătorilor din industrie, niște oameni simpli, care se accidentează adesea din ignoranță sau neatenție, își pierd degete sau chiar membre. O colecție a rapoartelor și scrierilor sale de serviciu, Amtliche Schriften, publicată în 1984 de Klaus Hermsdorf, demonstrează nu doar măiestria cu care Kafka stăpânea limbajul birocratic, dar și un anumit grad de implicare socială, o dorință de a corecta problemele societății. Kafka empatizează cu muncitorii și asistă la demonstrațiile acestora. Înclinarea lui spre socialism își are originea în copilărie, când comportamentul opresiv al tatălui care își trata angajații de la magazin ca pe niște « inamici plătiți » l-a făcut să se revolte.
Franz Kafka nu a ezitat să ridiculizeze rigiditatea birocratică a slujbei sale. Presiunea orelor de birou, omniprezența și atotputernicia ceasului, ultima clipă a programului, comparată cu o « trambulină spre fericire » - toate aceste caracteristici sunt amintite ironic într-una din scrisori.
„De muncă nu mă plâng atât de mult cum mă plâng de trândăvia timpului mlăștinos. Timpul în birou, mai precis, nu se poate diviza; în ultima jumătate de oră simți presiunea celor opt ore la fel cum simți în prima. Este adesea ca în călătoriile de zile și nopți cu trenul, când în cele din urmă, complet înfricoșat, nu te mai gândești nici la activitatea mașinii mecanicului de locomotivă, nici la peisajul deluros sau neted, ci numai la ceasul căruia îi atribui orice autoritate și pe care îl ții încontinuu în palmă.”—Franz Kafka, Scrisoare către Hedwig Weiler, noiembrie 1907
În povestirea Poseidon (1920), Kafka demolează din nou, în stilul caracteristic, un mit clasic: zeul mării este deposedat de atributele divine și guvernează contabilicește: « Poseidon stătea la masa sa de birou și calcula. Gospodărirea tuturor apelor îi dădea neîncetat de lucru. ». Birocrația, cu care Kafka a intrat în contact în special în perioada serviciului, este una din țintele principale ale operei sale. De asemenea, interesul pentru tehnică și finețea documentării despre accidentele de muncă au influențat unele lucrări precum Colonia penitenciară, unde mașina își devorează propriul operator.
Sătul probabil de Praga, pe care o alinta încă din 1902 « mămică cu gheare », Kafka călătorește în Occident: mai întâi în Tyrol în 1909, apoi, împreună cu Max Brod, la Paris în toamna anului 1910 sau la Zürich, Lugano și din nou Paris în 1911. În jurul lui Kafka și Brod se cristalizează un grup de scriitori și literați -- Der enge Prager Kreis (Cercul strâmt praghez), cum îl numește Max Brod—care îi include pe Felix Weltsch, Oskar Baum sau Franz Werfel. La sfârșitul anului 1911, soțul lui Elli, Karl Hermann, și Kafka devin parteneri ai primei fabrici de azbest din Praga, cunoscută sub numele Prager Asbestwerke Hermann & Co. Afacerea este pusă în funcțiune cu banii tatălui Hermann Kafka. Franz Kafka este entuziasmat la început de acest proiect, implicându-se puternic pentru a-l întreține (este directorul « neoficial » al fabricii), dar mai târziu simte că noua responsabilitate îi răpește prea mult din timpul pentru scris.

### Debutul și primele lucrări importante
Max Brod și-a încurajat atât de mult prietenul să scrie, încât la un moment dat, într-o recenzie din ziarul berlinez Prezentul (Die Gegenwart) din 1907, îl așează pe Kafka ca stil și potențial alături de trei scriitori consacrați, Heinrich Mann, Frank Wedekind și Gustav Meyrink, deși acesta nu publicase până atunci nimic. Franz Kafka debutează abia în 1908 cu opt povestiri (sau mai degrabă schițe, prin lungime și dezvoltare) adunate sub numele Contemplare (Die Betrachtung). Dintre cele mai interesante amintim Pasagerul (Der Fahrgast), imaginea unui om care meditează asupra incertitudinilor vieții sau Vânzătorul (Der Kaufmann), un personaj care se simte singur și înstrăinat de restul umanității, chiar dacă intră zilnic în contact cu ea. Chiar și schița Copacii (Die Bäume), cu o lungime de doar patru fraze, exprimă un sens profund. Oamenii sunt comparați cu niște arbori ale căror trunchiuri stau îngropate în zăpadă: ei par că plutesc, dar în realitate nu pot fi urniți din pământ.
Publicarea are loc în revista literară Hyperion, redactată de Franz Blei, un colaborator al lui Max Brod. Tot aici, vor apărea în martie/aprilie 1909 Coversație cu suplicantul și Conversație cu bețivul, două fragmente ale povestirii Descrierea unei lupte. În paginile revistei cu un pronunțat caracter modernist, Kafka se află în compania unor autori ca Hugo von Hofmannsthal, Heinrich Mann sau Rainer Maria Rilke. Cu toate acestea, publicația nu are o viață îndelungată, fiind desființată în 1911. Kafka îi formulează un epitaf elogios în ziarul Boemia cu titlul O revistă trecută în neființă (Eine entschlafene Zeitschrift). Între 1906 și 1909, Kafka scrie Pregătiri pentru o nuntă la țară (Hochzeitsvorbereitungen auf dem Lande), primul său roman, deși nefinisat. Narațiunea acestei opere este fragmentară, executând salturi între persoana întâi și a treia. Kafka va contopi mai târziu cele două perspective naratoriale prin tehnica stilului indirect liber.
Personalitatea lui Kafka, cristalizată în primii ani ai maturității, frapează prin natura ei dihotomică, chiar paradoxală. Pe de o parte, scriitorul este perceput de apropiații săi ca un tip altruist, inteligent, calculat, cu simțul umorului, reținut la vorbă, dar bun comunicator și recitator, având un farmec irezistibil care îl face râvnit de femei. De cealaltă parte, scrisorile, jurnalul și operele kafkiene dezvăluie o fobie  incapacitantă și angoasantă față de oameni, o teamă constantă că aceștia l-ar putea respinge pentru ceea ce el considera urâțenia sa fizică și spirituală. « Sunt cel mai costeliv om pe care îl cunosc » îi va spune Kafka Felicei Bauer. Aici, puținătatea trupească invocată de scriitor nu denotă doar complexul fizic, ci însăși mentalitatea lui de a se micșora, de a se retrage dintr-o lume pe care o simte ostilă. Pe fondul anxietăților sale sociale, al stresului de la slujbă, al surmenajului, al nervozității exagerate și al sensibilității acute față de zgomot, Kafka dezvoltă diverse afecțiuni psihosomatice: devine insomniac, depresiv și ipohondru, suferă frecvent de migrene și tulburări digestive și are, conform unor biografi, tendințe anorexice sau suicidare. Sănătatea deficitară îl determină pe Kafka să își ia frecvent concedii și îl direcționează tot mai mult spre activități care i-ar putea purifica organismul. Practică numeroase sporturi în natură (excursii, înot, vâslit, călărit, tenis), iar din 1910 devine vegetarian. Kafka este adeptul medicinii alternative și al unor teorii medicale populare în epocă, precum cea a lui Horace Fletcher, care încuraja, pentru o mai bună digestie, mestecarea repetată și îndelungată a bolului alimentar înaintea înghițirii. Dieta lui Kafka conține mult lapte nepasteurizat, un aliment despre care se presupune că i-ar fi provocat tuberculoza.
În 1911, teatrul idiș îi produce scriitorului o puternică revelație. Aici, Kafka descoperă în piese precum Sulamit și Bar Kochba de Avram Goldfaden sau Dumnezeu, om și diavol de Iacob Gordin o formă vie a iudaismului, cu mult diferită de doctrina rigidă cu care fusese obișnuit. Kafka frecventează spectacolele improvizate de la Café Savoy și devine admiratorul și prietenul actorului Ițhak Löwy, cel care îl inițiază în limba și cultura idiș. Studiază istoria, mitologia evreilor și chiar hasidismul. Fascinația lui Kafka pentru lumea teatrului idiș și pentru evreii din Estul Europei a fost văzută de mulți biografi ca o formă de rebeliune împotriva tatălui, un evreu eminamente occidental, dornic să se asimileze imperiului. De asemenea, stilul tragicomic, gestica uneori exagerată a actorilor, precum și modul în care personajele se grupează pe scenă în teatrul idiș au influențat cu siguranță capodoperele scriitorului. Contactele sale cu această lume se intensifică în timpul Războiului Mondial, când mulți evrei din Europa Răsăriteană se refugiază în Praga. Alte interese ale lui Kafka se leagă de noile descoperiri tehnologice ale vremii (avionul, motocicleta și filmul) sau de sistemul modern de educație al lui Montessori. În septembrie 1909, scriitorul publică în ziarul Boemia schița Aeroplane în Brescia în care descrie un spectacol aviatic din Italia la care a asistat alături de Max Brod și fratele acestuia, Otto.
| Imagine indisponibilă |  | Imagine indisponibilă |
| Coperta almanahului Arkadia (stânga), unde apare în 1913 povestirea Verdictul, precum și prima pagină a acestei povestiri (dreapta) editate de Kurt Wolff. |  |                       |

În noaptea dintre 22 și 23 septembrie 1912, Kafka scrie, în doar opt ore (între 22:00 și 6:00) povestirea Verdictul. La sfârșitul acestei munci febrile, consemnează în jurnal:
„Îmi înțepeniseră picioarele de atâta nemișcare, abia mi le-am mai putut scoate de sub masa de scris. [Simțeam] încordarea și bucuria teribilă pe măsură ce povestirea se desfășura în fața ochilor mei, ca și cum aș fi înaintat tot mai departe prin apă. De mai multe ori, în noaptea asta, mi-am purtat greutatea propriului trup ca pe o povară în spinare.”—Franz Kafka, Jurnal, 23 septembrie 1912, traducere de Mircea Ivănescu
Lucrarea, aflată sub înrâurirea lui Freud, se concentrează asupra conflictului dintre Georg Bendemann și tatăl său. În expozițiune, Georg compune o scrisoare către un amic nefericit, care a eșuat în Rusia încercând să deschidă o afacere. Mai târziu, se gândește să-i aducă la cunoștință terminarea scrisorii și bătrânului său tată. Acesta se dezlănțuie pe neașteptate împotriva fiului, acuzându-l că și-a trădat prietenul și l-a înșelat ani la rând. Prietenul din Rusia ar fi fost, conform tatălui, « un fiu pe placul inimii » lui, cu mult mai bun decât cel natural. Bendemann mai este acuzat și că vrea să se însoare cu o femeie ușuratică, o « gâscă dezgustătoare », doar pentru că aceasta « și-a ridicat fustele » în fața lui. La sfârșit, tatăl protagonistului pronunță verdictul: « te osândesc acum la moarte prin înec ». Tulburat, Georg Bendemann iese din cameră și se sinucide, aruncându-se de pe un pod. Povestirea este publicată în 1913 în anuarul lui Max Brod Arkadia, editat de Kurt Wolff.

### Relația cu Felice Bauer

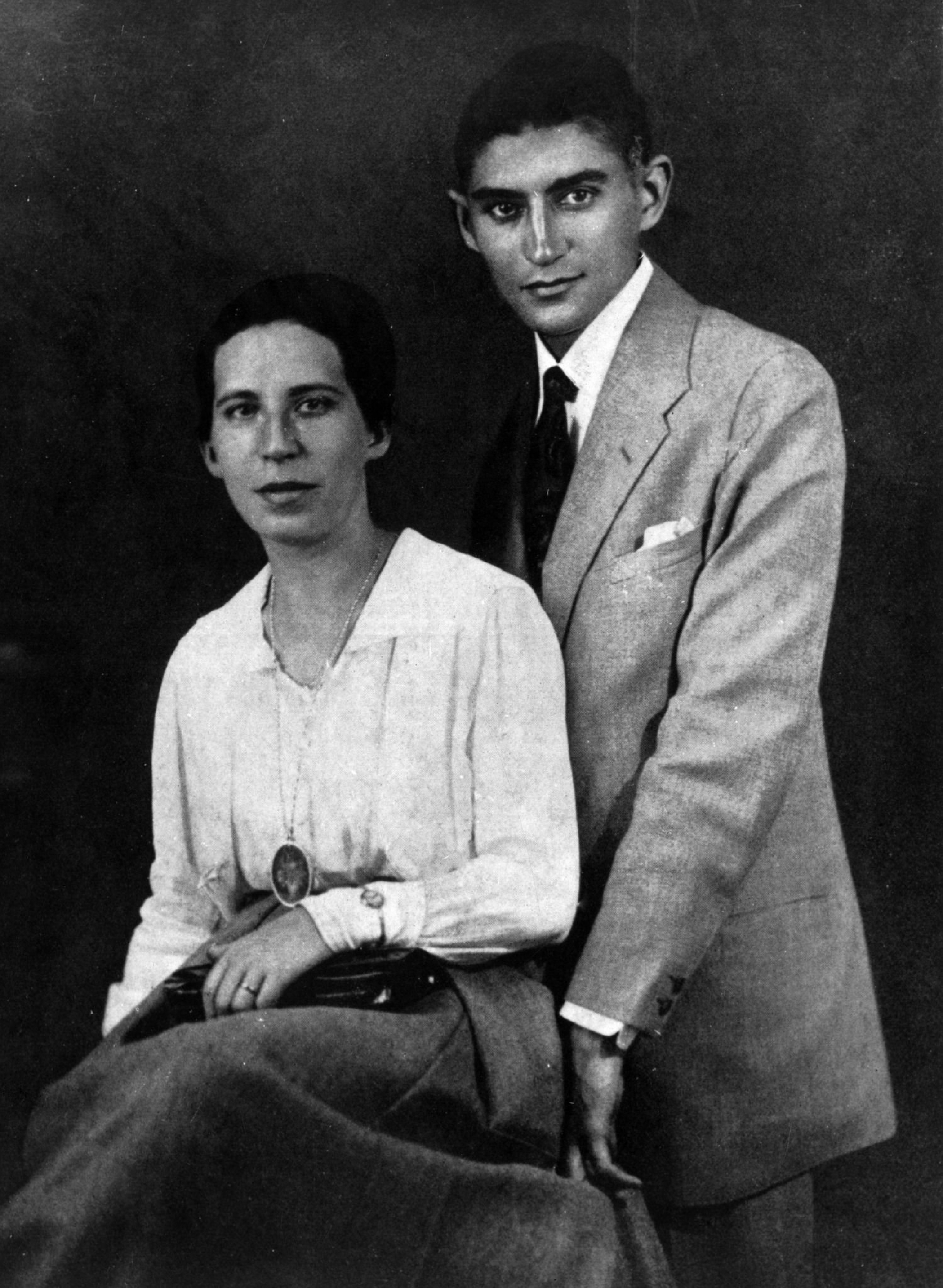
Felice Bauer

Franz Kafka o întâlnește pe Felice Bauer la 13 august 1912 în timpul unei vizite la Max Brod. Tânăra stenografă, născută în Silezia în 1887 și crescută în Berlin, este o rudă îndepărtată, prin alianță, a prietenului scriitorului. Franz Kafka se logodește cu ea de două ori (în iunie 1914 și iulie 1917) și îi adresează, între 1912 și 1917, peste 500 de scrisori.
Începutul relației celor doi coincide, întâmplător sau nu, cu o perioadă de euforie a operei kafkiene. La două zile după prima lui scrisoare către Felice, Kafka scrie Verdictul într-o singură noapte. Lucrarea îi este dedicată noii sale iubite, purtând subtitlul O poveste pentru Felice B. (Eine Geschichte für Felice B.). O săptămână mai târziu, Kafka începe să lucreze la un nou roman pe care îl intitulează Der Verschollene (Dispărutul), cunoscut astăzi mai degrabă după numele postum acordat de Max Brod: America. După al șaselea capitol, părăsește temporar proiectul, pentru a se ocupa de o altă operă monumentală, Metamorfoza, terminată până la sfârșitul anului. Creativitatea sporită a scriitorului are un rol catalizator în evoluția relației cu Felice. Kafka se află sub zodia vremelnică a încrederii în sine, se complace în rolul cavalerului curtenitor, deși multe din expresiile folosite în scrisori îi trădează caracterul introvertit și nestatornic. Timiditatea nu îi afectează însă demersul prea mult: sentimentele sunt oricum împărtășite aproape exclusiv în manieră epistolară (cei doi se întâlnesc rar), o zonă în care Kafka se simte confortabil. Tânăra stenografă devine succesiv „Fräulein Bauer”, „Fräulein Felice”, „Liebes Fräulein Felice”, „Liebste, Allerliebste” și „Meine Liebste”.

Din ianuarie 1913 însă, Kafka simte că și-a epuizat ideile literare și energia. Nu mai găsește puterea necesară pentru a continua romanul America decât sporadic, în martie 1913 și august-octombrie 1914. În forma actuală, romanul neterminat conține opt capitole și trei fragmente. Din tot acest material, doar Fochistul, primul capitol al Americii este publicat antum în 1913, dar ca povestire de sine stătătoare, într-o broșură literară, Der jüngste Tag (Ziua de apoi), editată de Kurt Wolff. Metamorfoza apare de asemenea, dar abia în 1915, în revista Die Weißen Blätter (Foile albe) a lui René Schickele. Pe măsură ce blocajul literar se instaurează, Kafka percepe tot mai tensionat relația sa cu Felice Bauer. Perspectiva mariajului, față de care nutrește un amestec straniu de dorință și repulsie, este resimțită ca o amenințare a carierei sale de scriitor. Kafka vorbește tot mai des despre nevoia de singurătate și intimitate. Viziunea sa despre turnul de fildeș este următoarea:
„Adesea m-am gândit că cel mai bun mod de viață pentru mine ar fi să stau ferecat, cu uneltele de scris și lampa alături, în cea mai tainică încăpere a unui beci imens”—Franz Kafka, Scrisori către Felice, 14-15 ianuarie 1913
Creșterea copiilor îi repugnă, dar tot el este cel care amintește cuvintele lui Napoleon: « Este teribil să mori fără copii ». Disputa sa interioră se coagulează în jurul a două viziuni despre viață complet antagonice. Pe de o parte, scriitorul nu poate uita imperativul tradiției. Privită ca obiectiv suprem în iudaism, întemeierea familiei este, conform lui Kafka, « lucrul cel mai de seamă pe care poate să-l reușească un om ». Pe de altă parte, din cauză că organismul lui slab nu se poate concentra decât într-o singură direcție, « slăbind » și atrofiindu-se în celelalte, vocația scrisului îi impune o disciplină aproape ascetică. Pentru a i se supune, Kafka ar fi renunțat la « plăcerile sexului, la mâncare, băutură, reflexii filozofice, dar mai presus de toate, la muzică ». În acest context trebuie interpretat eșecul logodnelor scriitorului.
La 16 iunie 1913, Franz Kafka formulează o cerere în căsătorie către Felice. Scrisoarea este stranie prin faptul că o confruntă direct pe tânăra stenografă cu problemele posibilului mariaj:
„Vei pierde Berlinul, biroul care îți place atât de mult, prietenele, micile plăceri, perspectiva măritișului cu un bărbat sănătos, fericit și cumsecade, cu care să ai copii frumoși și sănătoși [...] În locul acestor inestimabile sacrificii vei câștiga un om bolnav, slab, nesociabil, taciturn, posac, rigid și aproape fără speranță, a cărui singură virtute constă în faptul că te iubește.”—Franz Kafka, Scrisori către Felice, 16 iunie 1913
Părinții lui Kafka insistă să angajeze un detectiv particular pentru a ancheta dacă tânăra fată se ridică la nivelul pretențiilor lor. La 8 noiembrie, în Berlin, Felice Bauer îi dă niște semne lui Kafka că ar dori să încheie relația. Corespondența se întrerupe brusc pentru o perioadă de șase săptămâni. Disperat, Kafka apelează la prietena Felicei, Grete Bloch, să intervină în numele lui. Între Grete și Kafka se stabilește treptat o puternică legătură emoțională, iar cei doi încep să corespondeze. În cele din urmă, reconcilierea cu Felice Bauer de la începutul anului 1914 se concretizează într-o logodnă. La 1 iunie, în Berlin, are loc petrecerea oficială în cinstea acestui eveniment. Peste câteva zile, la 12 iulie, se produce dezastrul: Franz Kafka, Felice și sora acesteia Erna Bauer, Grete Bloch și prietenul Ernst Weiß se reunesc în hotelul berlinez Askanischer Hof, unde scriitorului i se înscenează ceea ce el va numi o întâlnire cu « tribunalul din hotel » (Der Gerichtshof im Hotel). Kafka este acuzat de logodnica geloasă că a nutrit sentimente de dragoste pentru prietena ei. Ca dovadă, Grete Bloch, solidarizată acum cu victima infidelității, prezintă scrisorile primite de la Kafka. Pasajele unde numele Felicei este menționat și unde scriitorul își exprimă scepticismul cu privire la oficializarea nunții sunt subliniate cu roșu. Kafka nu se poate apăra. Prima logodnă este compromisă.
Cu toate acestea, Felice și Kafka continuă să mențină legătura. Scrisorile lui devin mai distante și mai puțin frecvente, dar în iulie 1917, cei doi se logodesc pentru a doua oară. Călătoresc împreună prin Ungaria și poposesc în Arad la o soră a Felicei. Kafka răcește însă din nou relațiile, din cauza simptomelor incipiente de tuberculoză. Ultima scrisoare a lui Kafka către Felice datează din 16 octombrie 1917. Doi ani mai târziu, Felice se mărită cu un bancher din Berlin, apoi emigrează în America. Bogata colecție de scrisori de la Kafka, păstrată de Felice Bauer aproape în întregime, a fost vândută în 1955 editurii lui Salman Schocken, un asociat al lui Max Brod. În schimb, scrisorile ei către artist nu au supraviețuit. Tot ce se știe despre ea ca persoană constă în informații indirecte, desprinse din epistolele lui Kafka. Din acest motiv, ea apare cititorilor precum un personaj mitologizat de imaginația kafkiană, la fel ca Hermann Kafka în Scrisoare tatălui.

### Anii războiului și «lupta pentru autoconservare» (1914-1918)

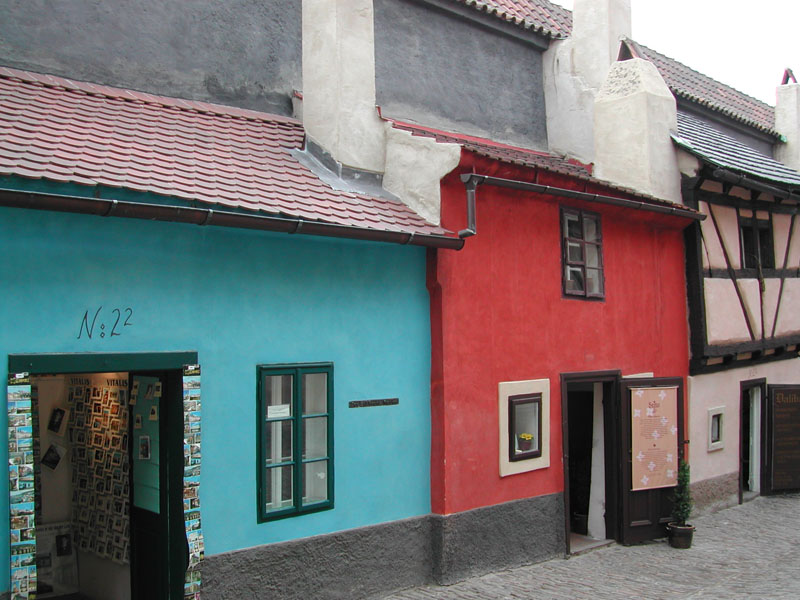
Zlatá ulička (Străduța de aur), numărul 22. Kafka locuiește aici între 1916 și 1917 în locuința închiriată de Ottla. Casa, pe care Max Brod o numește « chilie mănăstirească a unui adevărat scriitor » a devenit între timp muzeu.

Primul Război Mondial izbunește la 28 iulie 1914, după asasinarea arhiducelui Franz Ferdinand, moștenitorul Imperiului Austro-Ungar, la Sarajevo. Jurnalul scriitorului consemnează cu indiferență și ironie: « Germania a declarat război Rusiei - După amiază, ore de înot. ». Kafka este găsit apt de război, dar poziția sa « indispensabilă » în cadrul companiei de asigurări îi îngăduie să rămână în rezervă. Cumnatul său însă, Josef Pollak, participă la ororile conflagrației și îi relatează în noiembrie « surescitat peste măsură» povestea unui căpitan străpuns de multiple lovituri de baionetă. E posibil ca revoltătoarea imagine să fi stat la originea povestirii Colonia penitenciară, scrisă la doar câteva zile mai târziu. Lucrarea descrie un sofisticat instrument de tortură, care își ucide victima încet, prin înțepături succesive, imprimându-i pe piele cuvintele sentinței. Experiența este descrisă de operatorul ei ca fiind una mistică, iar vina celui executat « e întotdeauna mai presus de orice îndoială ». Mașinăria, prin natura ei complexă și barbară, a fost considerată un simbol al războiului sau al totalitarismului.
Concomitent, Kafka lucrează la unul din cele mai faimoase romane ale sale, Procesul. Unele capitole sunt lăsate neterminate, iar cartea rămâne nepublicată până în 1925, după moartea autorului. Elias Canetti consideră că sursa de inspirație a romanului este tumultoasa și solicitanta relație a scriitorului cu Felice Bauer și chiar intitulează o carte biografică Celălalt proces al lui Kafka: Scrisorile către Felice. Conform lui, logodna, percepută de Kafka ca o privare de libertate, este echivalentă arestului lui Josef K. din primul capitol, iar execuția de la final se poate identifica cu episodul stigmatizant din Hotelul Askanischer Hof. Un fragment foarte scurt al Procesului, În fața legii, apare independent în ediția de Anul Nou din 1915 a săptămânalului evreiesc independent Selbstwehr (Legitimă apărare). Faimoasa parabolă începe astfel:
„În fața legii stă un portar. La acest portar vine un om de la țară și cere să i se îngăduie să intre în lege.”—Franz Kafka, În fața legii
Cititorul nu poate afla mai exact ce este această lege: un lucru abstract sau concret? Cert este că ea devine unicul obiectiv al protagonistului, care așteaptă, la îndemnul portarului, toată viața pentru a intra. În momentul morții, omul îl întreabă pe portar de ce nu a mai încercat nimeni în afară de el să obțină accesul. I se răspunde: « Pe aici nu putea fi lăsat să intre nimeni altul, întrucât intrarea asta îți era hărăzită doar ție. Acum mă duc să o închid. »
În octombrie 1915, Kafka intră într-un mod neobișnuit în posesia banilor Premiului literar Fontane. Adevăratul laureat, Carl Sternheim, refuză răsplata financiară și se hotărăște să cedeze banii tânărului și aproape anonimului autor al impresionantei povestiri Fochistul. Kafka percepe gestul ca pe o importantă recunoaștere publică a talentului său. Un alt scriitor major care identifică valoarea operei kafkiene este Robert Musil. Viitorul creator al Omului fără însușiri scrie recenzii despre Contemplare și Fochistul și chiar îl întâlnește pe Kafka în timpul unei vizite în Praga din 1916. Sfârșitul anului 1916 cunoaște o revigorare a operei kafkiene. Cele opt caiete in-octavo (Die Oktavhefte), în care Kafka notează între noiembrie 1916 și mai 1918 reflecții filozofice, povestiri, parabole sau aforisme, sunt considerate de critici o noua etapă a operei scriitorului. Deși în esență caietele constituie un jurnal, Max Brod nu le va publica alături de restul însemnărilor diaristice, considerându-le prea diferite stilistic. Spre exemplu, intrepretări ale unor mituri clasice, precum Tăcerea sirenelor (Das Schweigen der Sirenen), Adevărul despre Sancho Panza (Die Wahrheit über Sancho Pansa) și Prometeu sau amintiri din viața prietenului Ițhak Löwy, adunate sub titlul Despre teatrul evreiesc (Vom jüdischen Theater), apar în paginile acestor caiete. Efuziunea culturală a lui Kafka se manifestă nu doar în scris: celor opt caiete li se adaugă lecturi ample ale operei lui Schopenhauer și un studiu intens al limbii ebraice.

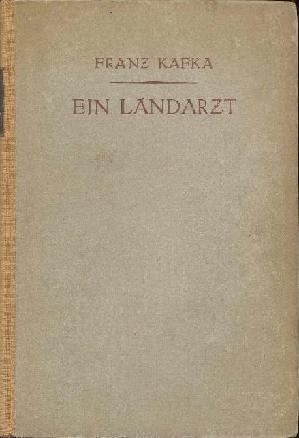
Prima ediție a colecției de povestiri Un doctor de țară, apărută în 1919 sub îngrijirea lui Kurt Wolff.

Multe din povestirile scrise în timpul războiului, pe fondul dezintegrării Imperiului Austro-Ungar, au fost incluse în două colecții kafkiene importante: una publicată antum în 1919, Un medic de țară, iar cealaltă postum în 1931, Marele zid chinezesc. Primul volum se face remarcat mai ales prin povestirea omonimă, cea a unui doctor care se grăbește să salveze într-o noapte de iarnă un copil bolnav. Calul îi moare pe drum, dar găsește pe neașteptate doi armăsari într-un coteț de porci. Îngrijitorul lor îi sechestrează slujnica, iar doctorul nu o poate salva fiind purtat cu mare repeziciune de cei doi cai, niște entități iraționale și fantomatice, la casa copilului suferind . Povestea se afundă tot mai mult în absurd. Confruntat cu imposibilitatea de a salva copilul de la moarte, doctorul este dezbrăcat de părinții acestuia și culcat în pat lângă bolnav, conform indicațiilor unui cor de școală, aflat în fața casei. Caii își bagă capetele pe fereastră și fac un zgomot asurzitor, iar copilul, care preferă să moară, îi dezvăluie doctorului că au un destin similar, fiind amândoi « azvârliți undeva » fără să poată « să se pună pe picioare » « Să scrii prescripții e ușor, mai greu e însă să ajungi la o înțelegere cu oamenii. » realizează doctorul. Opera ar putea simboliza condiția scriitorului, dornic dar incapabil să ajute, condamnat să se lupte neputincios cu ignoranța, egoismul și superstițiile vremurilor. Kōji Yamamura a înfățișat într-un desen animat din 2007 bizara povestire. Alte lucrări importante ale colecției Un medic de țară sunt Șacalii și arabii, Grijile tatălui de familie și O dare de seamă către o Academie. Șacalii și arabii,  poveste cu tentă exotică și fantastică (întrucât șacalii sunt dotați cu darul vorbirii), are o temă politico-socială: divizarea ireconciliabilă a societății între evrei (șacalii) și lumea non-evreiască (arabii). În O dare de seamă către o Academie, protagonistul, o maimuță din junglă, capturată de oameni, povestește cum a încercat, pentru a se elibera, să acceadă la condiția umană prin metoda imitației. Odată devenită om însă, tot nu a reușit să se simtă liberă, așa cum era în trecutul său animalic, anterior capturii. Maimuța lasă să se înțeleagă că natura umană și libertatea sunt incompatibile. Povestirea Grijile tatălui de familie introduce unul din cele mai enigmatice concepte din literatura kafkiană: Odradek. Cuvântul are, conform lui Kafka, origine slavonă sau germanică și desemnează următorul obiect:
„La prima vedere, arată ca o bobină turtită de ață cu formă de stea, și chiar pare să aibă niște ață înfășurată în jurul ei. Cu toate acestea, cel mai probabil e vorba numai de niște bucăți vechi, rupte, înnodate și încâlcite de ață, de diferite tipuri și culori. Nu este însă doar o bobină, pentru că din mijlocul stelei iese o mică tijă perpendiculară și la capătul acesteia se mai adaugă una, formând astfel un unghi drept. Cu ajutorul celei din urmă tije aflate pe o parte și a unuia din colțurile stelei de pe partea cealaltă, întregul sistem se poate ridica și sta pe două picioare.”—Kafka, Grijile tatălui de familie
Obiectul, în aparență inutil, inofensiv și ilogic, a fost subiectul a numeroase interpretări: de la cele psihologice (Odradek ar simboliza recurența gândurilor refulate), la cele religioase (ața încâlcită pe bobină ar fi tradiția iudaică) sau filozofice (Odradek ar fi chintesența materialismului absurd). Odradek a rămas până astăzi un mare mister.
Celălalt volum de povestiri, cel publicat postum, Marele zid chinezesc nu este mai puțin reprezentativ pentru proza kafkiană. În Vânătorul Gracchus, fantoma unui vânător mort, dar în același timp, « într-o oarecare măsură viu » își face apariția în portul Riva. Gracchus, cu care Kafka se identifică, este constrâns să ducă o existență absurdă, nedefinibilă, alienantă, din cauza inabilității sale de a se supune regulilor stricte ale « lumii de dincolo »: « Sunt tot timpul pe treptele imense care duc în sus spre ea [lumea de dincolo]. Pe aceste trepte infinit de late hoinăresc când în sus, când în jos, când la dreapta, când la stânga, sunt mereu în mișcare. ». În povestirea Marele zid chinezesc lucrătorii sunt instruiți de o autoritate transcendentă să contruiască zidul pe bucăți disparate, după o schemă ilogică, menită mai degrabă să îi țină tot timpul ocupați și confuzi, decât să asigure apărarea imperiului de atacatori. Lucrarea este o critică acidă a birocrației și demască metodele prin care un stat încearcă să își înregimenteze cetățenii.
În jurnalul său, Franz Kafka pare să ignore în mare măsură evenimentele războiului, fiind mult mai preocupat de literatură. « Sunt prea puțin atins de tot calvarul și mai hotărât ca oricând [să scriu literatură] [...] Voi scrie neapărat în ciuda a tot și a toate, este lupta mea pentru autoconservare » consemnează Kafka la 31 iulie 1914. Pe combatanți îi urăște și le dorește « tot ce-i mai rău, cu pasiune ». Este discutabil însă în ce măsură scriitorul a rămas neafectat de dezastrele care au zguduit întreaga Europă. Știm că, în ciuda repulsiei pentru lumea tranșeelor, Kafka a fost atras de perspectiva serviciului militar. Tatăl lui a servit trei ani într-o armată austriacă, devenind sergent. Disciplina și autoritatea căpătate au subjugat imaginația lui Kafka. În Verdictul, gigantismul figurii paterne este consolidat tocmai de imaginea obsesivă a rănii din război, o dovadă a vitejiei și virilității, la care fiul intimidat nu poate decât să aspire. Kafka a încercat începând cu 1916 să se înroleze, dar a fost împiedicat mai întâi de companie, apoi de instaurarea bolii.

### Boala (1918-1924)

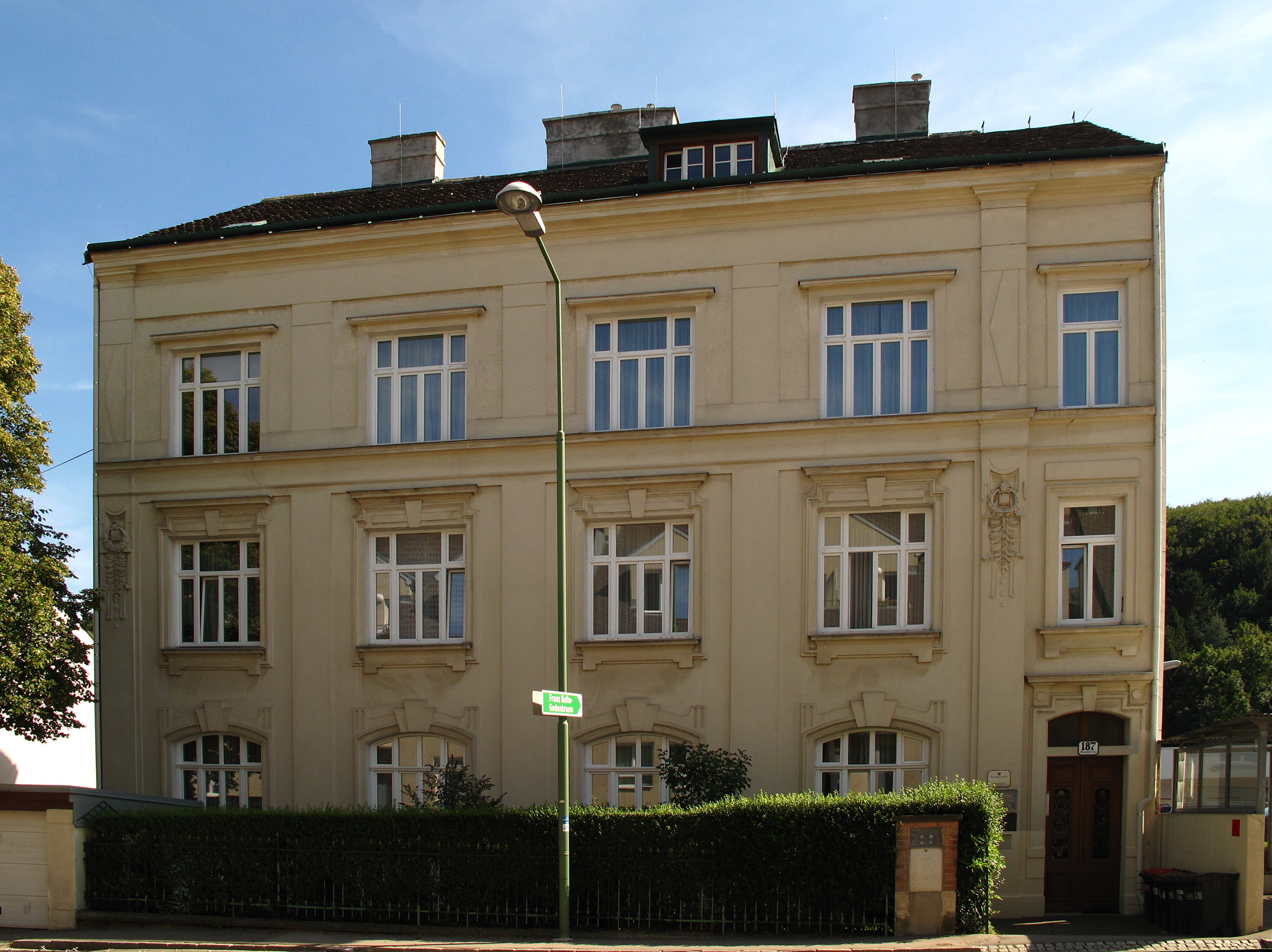
Sanatoriul Hoffmann, Hauptstraße 187, Kierling, Austria. Locul unde a murit Franz Kafka.

În dimineața unei zile de august, în 1917, la ora cinci, Kafka începe să tușească cu sânge, din cauza unei hemoragii a plămânilor. Groaznica experiență i-o va expune Felicei Bauer abia patru săptămâni mai târziu: « [...] am avut o hemoragie pulmonară. A fost destul de puternică: a țâșnit 10 minute sau mai mult din gâtlejul meu încât am crezut că nu se va mai opri niciodată ». Scriitorul îl vizitează pe doctor Mühlstein și face o radiografie. Primește diagnosticul de catar al apexului pulmonar, în realitate un eufemism pentru tuberculoză. I se recomandă să se odihnească într-un sanatoriu, dar Kafka alege să se retragă la Zürau, un sat din vestul Boemiei, unde Ottla administrează o mică moșie a cumnatului ei. Kafka trăiește acolo între septembrie 1917 și aprilie 1918, scriind în special aforisme ce vor fi adunate mai târziu de Max Brod sub titlul Die Zürauer Aphorismen (Aforismele de la Zürau). Lecturile sale din această perioadă sunt dominate de Kierkegaard (Sau-sau, Frică și cutremur) și Tolstoi (Jurnal). După șase luni de concediu medical, Kafka se întoarce la serviciu în mai 1918. Sănătatea lui este din nou dezechilibrată de gripa spaniolă, din cauza căreia trebuie să se refugieze la pensionul Stüdl din Schelesen (Boemia), unde o cunoaște pe Julie Wohryzek. Fiica unui evreu pantofar și paracliser de sinagogă, Julie este « îndrăgostită de cinematograf, de operete și comedii, de pudră și văluri, posesoarea unei colecții inepuizabile și impetuoase de expresii jargon, în general o mare ignorantă, mai mult glumeață decât tristă ». Julie și Kafka se logodesc în scurt timp, în ciuda obiecțiilor vehemente ale tatălui scriitorului, care pretindea a fi la curent cu anumite zvonuri compromițătoare despre frivolitatea sexuală a tinerei. Șansa unirii prin nuntă a cuplului este într-adevăr ratată, dar din alt motiv: cei doi nu reușesc să închirieze apartamentul în care visau să locuiască. Apropierea ulterioară de Milena Jesenská va desface complet farmecele urzite de misterioasa Julie Wohryzek. Scrisorile lui Kafka către această femeie nu s-au păstrat, dar există indicii că artistul s-a simțit foarte vinovat de eșecul celei de-a treia și ultime logodne. În mania de a justifica și de a se autojustifica, Kafka formulează puțin mai târziu (noiembrie 1919, Schelesen) Scrisoare tatălui, un document eminamente autobiografic.
În toamna anului 1919, într-o cafenea din Praga, Kafka o cunoaște pe scriitoarea cehă Milena Jesenská, fiica unui renumit chirurg naționalist, precum și soția intelectualului evreu Ernst Polak. Milena îi scrie lui Kafka, dorind să traducă câteva din operele lui în limba cehă, dar, așa cum chiar ea îi va mărturisi mai târziu lui Max Brod, « cărțile lui sunt uimitoare; el însuși însă este și mai uimitor ». Kafka, de asemenea, o descrie pe Milena prietenului său astfel: « Ea este o flacără vie, cum nu am mai văzut niciodată ». Cei doi îndrăgostiți corespondează intens între aprilie și decembrie 1920. Kafka îi scrie în germană, dar insistă să i se răspundă în cehește. Ca și în cazul Felicei Bauer, scriitorul oscilează între dorința de a fi aproape de persoana iubită și nevoia de a se izola. Virtualitatea presupusă de liantul scrisorilor i se pare lui Kafka în același timp fascinantă și înspăimântătoare:
„Este ca și cum te-ai juca cu fantomele, și asta nu numai cu fantomele adresanților, ci chiar cu propria fantomă, care ți se naște chiar de sub mână în clipa când scrii scrisoarea”—Franz Kafka, Scrisori către Milena, traducere de Mircea Ivănescu
Singurele întâlniri ale amanților, cele din iunie (Viena) și august (Gmünd) 1920, îi confirmă lui Kafka temerile legate de stângăcia sa în iubirile fizice. Fiind la rându-i scriitoare, Milena Jesenská înțelege perfect hipersensibilitatea, necesitățile extraordinare, reticențele și bizareriile lui Kafka. Pentru el, observă Milena, banii și slujba sunt niște lucruri la fel de enigmatice și uimitoare « precum o locomotivă pentru un copil mic »:
„Lucruri cât se poate de simple el nu le poate înțelege [...] Este lipsit de cel mai elementar adăpost, de cel mai mic refugiu. De aceea este expus lucrurilor care pe noi nu ne ating. Este ca un om gol într-o lume a îmbrăcaților.”—Milena Jesenská, Scrisoare lui Max Brod, 1 august 1920
Spre sfârșitul anului 1920, Kafka se distanțează voit de Milena Jesenská. Corespondența continuă însă sporadic între 1921 și 1923, iar scriitoarea rămâne o prietenă apropiată a lui Kafka, în ultimii ani de viață ai acestuia. Milena Jesenská este prima traducătoare cehă a unor opere precum Metamorfoza, Verdictul sau Contemplare. Suspectată de unele idei comuniste, ea va fi închisă de naziști într-un lagăr de concentrare, unde va muri în 1944.
În 1920, problemele de sănătate continuă. O febră persistentă îl determină pe Kafka să petreacă câteva luni de odihnă (aprilie-iunie) în orașul sud-tirolez Merano, însă efectele acestui concediu asupra sănătății nu sunt notabile. Kafka se vede constrâns să cedeze recomandărilor medicilor de a se interna într-o instituție medicală specializată. Între decembrie 1920 și august 1921, Kafka se tratează la Villa Tatra, un sanatoriu din localitatea slovacă Matliary din Munții Tatra. Aici îl cunoaște pe viitorul său prieten, Robert Klopstock, un student la medicină, suferind de asemenea de tuberculoză. În tot acest timp, convulsiile sociale cauzate de destrămarea Imperiului Austro-Ungar și proclamarea independenței Cehoslovaciei nu rămân complet ignorate. În noiembrie 1920, Kafka asistă în Praga la o explozie de ură antisemită. Șovinii cehi scandează « Prašivá plemeno » (rasă râioasă), din dorința de a-i intimida pe concetățenii evrei.
Între ianuarie și septembrie 1922, după un an de neproductivitate literară, Kafka scrie Castelul, ultimul său roman, care va rămâne, ca și cele anterioare lui, neterminat. Primele pagini au fost concepute în stațiunea montană Spindlermühle, o așezare ce pare să fi inspirat mult cadrul spațial în care se desfășoară acțiunea Castelului. Un detaliu interesant îl constituie faptul că scriitorul și-a început narațiunea la persoana I, dar la al treilea capitol s-a răzgândit și a înlocuit de fiecare dată pronumele eu (ich) cu numele (sau mai degrabă pseudonimul) personajului K. Kafka mai lucrează între 1921 și 1924 la un ciclu de patru povestiri (Prima durere, Un artist al foamei, O femeie mică și Josephine cântăreața, sau Poporul șoarecilor) având ca temă principală arta, condiția artistului, relația acestuia cu publicul și tema autoperfecționării care devine obsesie și nevroză. Ultima povestire a scriitorului este considerată Vizuina (Der Bau), o lucrare neterminată despre un animal nespecificat care își construiește ample galerii subterane pentru a se apăra de un prădător ce îi domină imaginația.

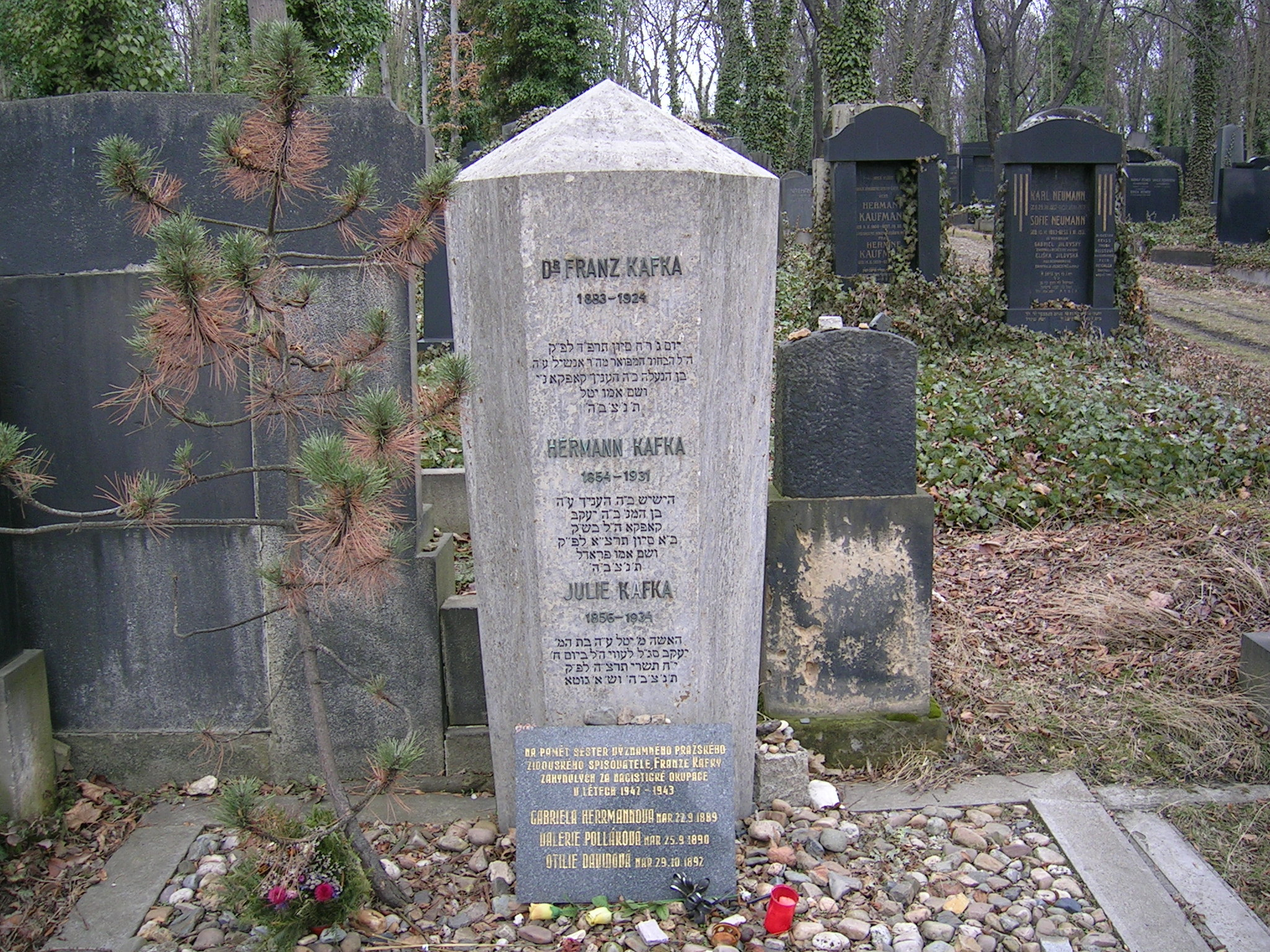
Mormântul lui Franz Kafka din Cimitir Evreiesc Nou (Praga-Žižkov)

În timpul unei vacanțe din iulie 1923 la Graal-Müritz, pe coasta Mării Baltice, Kafka o cunoaște pe Dora Diamant (idiș: Dymant), o educatoare de douăzeci și cinci de ani, crescută într-o familie de evrei polonezi în spiritul iudaismului ortodox. Influențat de ideile sioniste ale Dorei, Kafka visează să emigreze cu această femeie în Palestina și începe să studieze Talmudul. Pentru a se debarasa de influența părinților lui Kafka, cei doi se mută provizoriu în Berlin, dar plănuiesc să se căsătorească și să deschidă un restaurant în Tel Aviv. În timpul șederii în capitala Germaniei însă, tuberculoza lui Kafka se agravează și îi atacă laringele. Scriitorul se întoarce în Praga la 17 martie 1924, însoțit de Max Brod, și locuiește o perioadă în apartamentul părinților. Robert Klopstock și Dora Diamant îl internează la sanatoriul din suburbia Kierling a orașului Klosterneuburg, din Austria, și îl îngrijesc zilnic. Kafka glumește numindu-i « mica mea familie ». Situația medicală este însă critică. Din cauza durerilor, scriitorul nu se poate hrăni decât cu dificultate, slăbește enorm și deseori își pierde vocea, scoțând în schimb din gâtlej niște sunete hârâite. Două povestiri la care Kafka a lucrat pe patul de spital fac aluzie într-un mod straniu la starea agravată a scriitorului: Un artist al foamei descrie în nuanțe foarte vii scăderea în greutate a protagonistului pe măsură ce acesta își perfecționează arta neobișnuită, aceea a flămânzirii, iar în Josephine cântăreața, eroina se remarcă prin sunetele deosebite pe care le scoate, comparate cu niște fluierături. În luna mai, agonia lui Kafka devine infernală. Scriitorului i se administrează morfină, dar durerea nu poate fi eliminată. Kafka îl imploră pe Klopstock: « Omoară-mă sau ești un criminal! »!. Se stinge la 3 iunie 1924, la vârsta de 40 de ani. Cauza oficială a decesului este insuficiența cardiacă, dar motivul invocat de Max Brod va fi înfometarea, cauzată de neputința de a mai înghiți. Trupul lui Franz Kafka este adus în orașul natal și înmormântat în Cimitirul Evreiesc Nou din cartierul Praga-Žižkov la 11 iunie 1924.
O ultimă scrisoare adresată de Kafka prietenului său Brod conține următorul îndemn:
„Dragă Max,
Ultima mea dorință: Tot ce găsești în urma mea, [...] sub formă de jurnale, manuscrise, scrisori de-ale mele sau străine, desene și așa mai departe, să arzi în întregime, fără să citești”—Franz Kafka, Ultima scrisoare către Max Brod
Max Brod nu va supune, din fericire, opera inedită a lui Kafka (care conține restul Americii, Procesul, Castelul, numeroase povestiri, scrisori și pagini de jurnal) unui asemenea auto-da-fé absurd.
După moartea scriitorului, Dora Diamant a continuat să se autointituleze, în semn de omagiu, doamna Kafka. Când Max Brod a cerut scrisorile și manuscrisele scriitorului care au rămas în posesia ei, a refuzat să le cedeze, susținând că le-a ars conform dorinței acestuia (evident, o minciună). În 1933, Dora Diamant, devenită între timp soția unui activist comunist și membră a partidului la rându-i, pierde documentele kafkiene, în urma unei percheziții efectuate de Gestapo. Din păcate, nu se mai știe nimic astăzi despre documentele încredințate de Kafka Dorei; cel mai probabil, ele au fost distruse.

## Posteritate

### Publicarea postumă

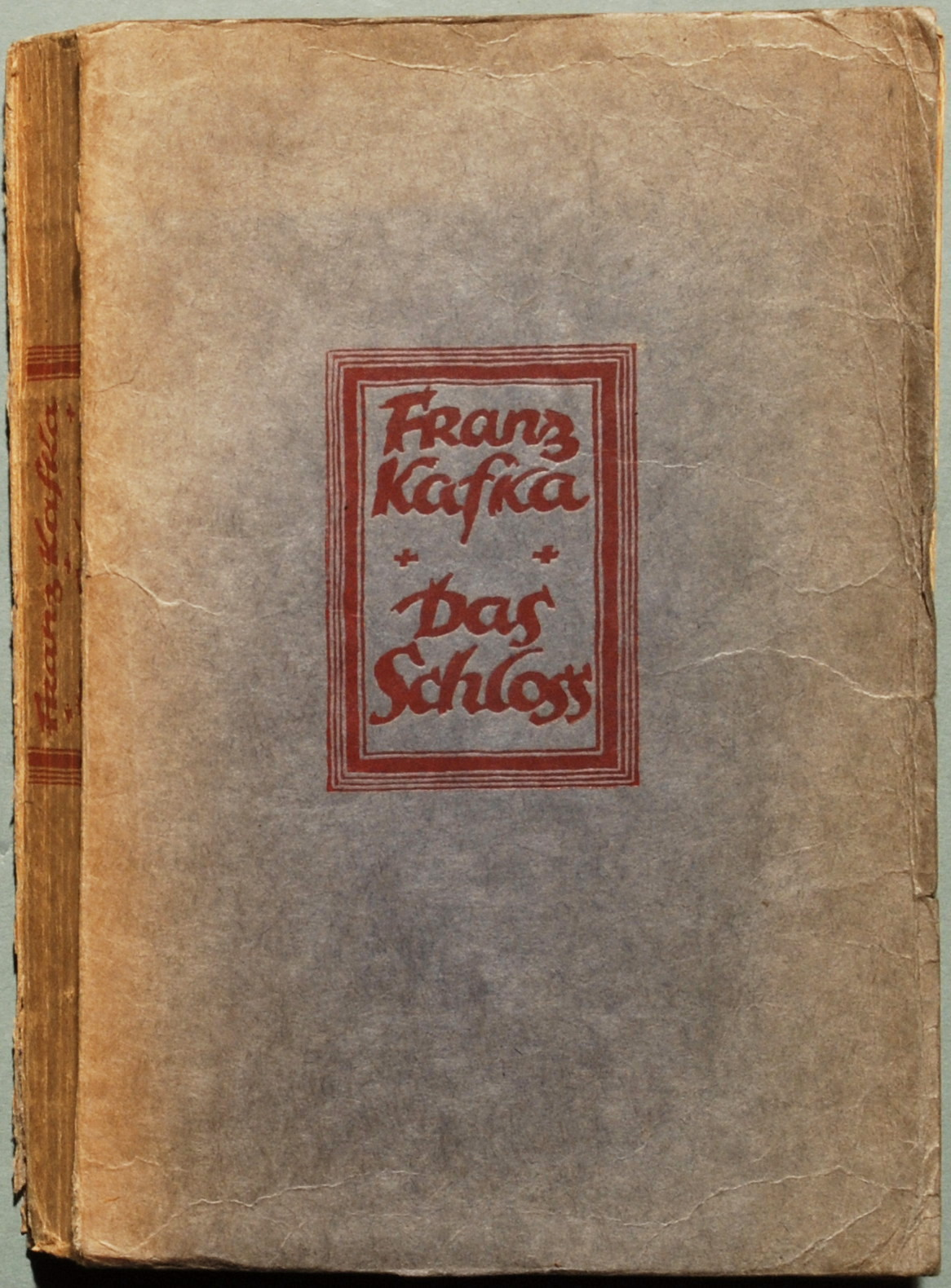
Prima ediție a romanului Castelul, Kurt Wolff, 1926

Ca legatar testamentar al lui Kafka, Max Brod a intrat în posesia tuturor manuscriselor care se aflau în proprietatea scriitorului la momentul morții sale. Colecția sa a sporit când Milena Jesenská i-a încredințat scrisorile și paginile de jurnal primite de la fostul ei iubit. În 1955, din cauza sărăciei, Felice Bauer se desparte de asemenea de amintirile de la Kafka, contra unei sume de 5000 de dolari. Pentru a publica lucrările, aflate în manuscris sub o formă foarte fragmentată și dezorganizată, Max Brod rearanjează și unește capitolele, completează frazele neterminate sau ambigue și regândește punctuația. Primele ediții din Procesul, Castelul și America sunt publicate în 1925, 1926 și respectiv 1927, urmate de colecția de povestiri Marele zid chinezesc (1931), Aforismele de la Zürau (1931), Scrisori către Milena (1952), Caietele albastre in-octavo (1954), Scrisoare tatălui (1966), Scrisori către Felice (1967) și Scrisori către Ottla (1974). Primele traduceri ale Metamorfozei în spaniolă și franceză apar la sfârșitul anilor 20. În 1930, Edwin și Willa Muir traduc Castelul în engleză. În aceeași perioadă, ediții ale cărților lui Kafka apar și în limbile maghiară și cehă. În limba română, traduceri ale operelor kafkiene au fost realizate de scriitori precum Gellu Naum, Paul Celan sau Mircea Ivănescu, dar începând abia cu anii 60.
În Germania Nazistă, publicarea operelor lui Kafka este mai dificilă, datorită segregării forțate a culturilor germane și evreiești. O Asociație Culturală a Evreilor (Jüdischer Kulturbund) este înființată în 1933 cu consimțământul naziștilor, scopul lor fiind de a concentra toate impulsurile artistice ale evreilor departe de fibra ariană. Autorilor evrei nu le este permis să publice în afara Kulturbund-ului. Max Brod i se adresează lui Salman Schocken, patronul unei edituri din cadrul acestei asociații, dar nu reușește să editeze decât o antologie intitulată În fața legii în 1934. La sfârșitul anilor 30, Franz Kafka este interzis cu totul, atât în Germania cât și în Cehia (odată cu ocuparea acesteia de către naziști, 1939), fiind inclus, alături de scriitori precum Bertolt Brecht, Hermann Broch, Thomas Mann, Gustav Meyrink sau Stefan Zweig, în infamanta Listă a scrierilor dăunătoare și indezirabile (Liste des schädlichen und unerwünschten Schrifttums). În 1939, Max Brod emigrează în Palestina, transportând în valize documentele lui Kafka. În 1940, Salman Schocken își redeschide editura în New York și continuă publicarea operelor kafkiene în limba engleză.
Instaurarea Partidului Comunist al Cehoslovaciei (Komunistická strana Československa sau KSČ) după al Doilea Război Mondial nu a dus la o reabilitare a scriitorului. Kafka este considerat un artist burghez și decadent. Mai mult, romanul Procesul poate fi comparat în mod periculos de cititorii lui cu tehnicile absurde ale denunțurilor și proceselor de fațadă specifice Blocului Estic. De altfel intelectualii din Rusia Sovietică care au avut ocazia să citească acest roman, pe ascuns, sub formă de samizdat, au crezut că este opera unui dizident comunist, numele autorului și data apariției nefiind specificate. Scriitoarea cehă Alena Wagnerová remarcă în special prima frază a romanului, ca fiind evocatoare pentru epoca stalinistă:
„Pe Josef K. îl calomniase pesemne cineva căci, fără să fi făcut nimic rău, se pomeni într-o dimineață arestat.”—Franz Kafka, Procesul, traducere de Gellu Naum
Conferința culturală de la Liblice, 1963, prilejuită de împlinirea a 80 de ani de la nașterea lui Kafka, marchează dezghețul cultural și politic. Tema înstrăinării prezentă în operele lui este asociată de participanții la discuție cu efectele distructive ale stalinismului. Franz Kafka devine unul din simbolurile principale ale mișcării anti-comuniste care a culminat cu Primăvara de la Praga. După intervenția tancurilor sovietice din 1968, cărțile kafkiene sunt din nou interzise în Cehoslovacia.
În 1951, un anume autor ceh, Gustav Janouch, publică la Frankfurt un volum, Conversații cu Kafka (Gespräche mit Kafka) în care consemnează discuții purtate cu scriitorul evreu la începutul anilor 20. Deși Max Brod și Dora Diamant au crezut în autenticitea acestei cărți, unii literați, precum Milan Kundera, o consideră scriere apocrifă. Din paginile sibilico-aforistice ale Conversațiilor nu reiese însă un portret prea diferit de ce se știe deja despre Kafka și de aceea cartea este privită astăzi, dacă nu cu încredere, măcar cu indulgență. Conform lui Janouch, Kafka ar fi declarat de exemplu că se simte la fel de bătrân ca iudaismul și ca Evreul rătăcitor sau mai singur decât Kaspar Hauser, copilul care a crescut în izolare totală.
La moartea sa din 1968, Max Brod îi cedează secretarei (și, se crede, amantei) sale Esther Hoffe documentele lui Kafka, din care mii de pagini erau încă nepublicate. Esther vinde câteva manuscrise (spre exemplu, Procesul pentru 2 milioane de dolari, în 1988, Muzeului Literaturii Moderne din Marbach am Neckar), dar în rest moștenirea este transferată aproape intactă fiicelor sale Eva Hoffe și Ruth Wiesler. Documentele lui Kafka devin însă între timp obiectul unui litigiu. Biblioteca Națională a Israelului pretinde că manuscrisele i se cuvin, conform dorinței lui Brod: Esther Hoffe nu ar fi fost decât un executor testamentar a cărui responsabilitate era să înmâneze scrierile unei arhive publice israeliene. În 2012, Tribunalul din Tel Aviv a dat câștig de cauză Bibliotecii Naționale, după un proces de cinci ani disputat cu fiicele Ruth și Eva.
| Lucrări publicate antum - Contemplare (Betrachtung), 1908, Hyperion, München \| 1912, Rowohlt Verlag, Leipzig - Coversație cu suplicantul (Gespräch mit dem Beter) și Conversație cu bețivul (Gespräch mit dem Betrunkenen), fragmente din Descrierea unei lupte, 1909, Hyperion, München - Aeroplane în Brescia (Die Aeroplane in Brescia), 1909, Boemia, Praga - Verdictul (Das Urteil), 1913, Arkadia, Kurt Wolff Verlag, Leipzig - Fochistul (Der Heizer), fragment din America, 1913, Der jüngste Tag, Kurt Wolff Verlag, Leipzig - Metamorfoza (Die Verwandlung), 1915, Die Weißen Blätter, Verlag der Weißen Bücher, Leipzig - În fața legii (Vor dem Gesetz), fragment din Procesul, 1915, Selbstwehr, Praga - O dare de seamă pentru o academie (Ein Bericht für eine Akademie) și Șacalii și arabii (Schakale und Araber), povestiri, 1917, Der Jude, R. Löwit Verlag, Berlin/Viena - O solie imperială (Eine kaiserliche Botschaft), fragment din povestirea Marele zid chinezesc, 1919, Selbstwehr, Praga - Colonia penitenciară (In der Strafkolonie), 1919, Kurt Wolff Verlag, Leipzig - Un medic de țară (Ein Landarzt), colecție de povestiri, 1919/1920, Kurt Wolff Verlag, Leipzig - Un artist al foamei (Ein Hungerkünstler), povestire, 1922, Die neue Rundschau, S. Fischer Verlag, Berlin - Prima durere (Erstes Leid), 1922, Genius, Kurt Wolff Verlag, München | Lucrări publicate postum - Un artist al foamei (Ein Hungerkünstler), colecție de povestiri, 1924, Verlag Die Schmiede, Berlin - Procesul (Der Prozess), 1925, Verlag Die Schmiede, Berlin - Castelul (Das Schloß), 1926, Kurt Wolff Verlag, München - America (Amerika), 1927, Kurt Wolff Verlag, München - Marele zid chinezesc (Beim Bau der chinesischen Mauer), colecție de povestiri, 1931, Gustav Kiepenheuer Verlag, Berlin - Aforismele de la Zürau (Betrachtungen über Sünde, Hoffnung, Leid und den wahren Weg) 1931, Gustav Kiepenheuer Verlag, Berlin - Descrierea unei lupte (Beschreibung eines Kampfes), colecție de povestiri, 1936, Editor Max Brod - Jurnale (Tagebücher) 1948, New York - Scrisori către Milena (Briefe an Milena) 1952, Frankfurt am Main - Caietele albastre in-octavo (Oxforder Oktavhefte) 1954, New York - Pregătiri pentru o nuntă la țară (Hochzeitsvorbereitungen auf dem Lande)1954, Secker & Warburg, Londra - Scrisoare tatălui (Brief an den Vater) 1966, New York - Scrisori către Felice (Briefe an Felice) 1967, Frankfurt am Main - Scrisori către Ottla (Briefe an Ottla) 1974, Frankfurt am Main |

### Recunoașterea universală
În timpul vieții sale, Kafka era complet necunoscut comunităților de scriitori din afara Austro-Ungariei. În cadrul imperiului, dintre cei mai reprezentativi, doar Robert Musil și Rainer Maria Rilke l-au remarcat, ultimul preferând, în mod surprinzător, povestirea Fochistul, în detrimentul unor lucrări ca Metamorfoza și Colonia penitenciară. După moartea scriitorului și publicarea volumelor postume, Kafka a devenit, chiar din anii 20, obiectul admirației unor literați germani precum Thomas Mann, Hermann Hesse, Kurt Tucholsky sau Walter Benjamin. Hesse numește Procesul în 1925 « țesătură compusă din cele mai delicate filamente ale visului », iar Thomas Mann folosește epitetele « înfricoșătoare, coșmarescă, fidelă sieși și morbidă » pentru a descrie proza lui Kafka de o « meticulozitate sublimă ». Tucholsky califică Procesul într-o recenzie din 1926 ca fiind « cea mai puternică și înfricoșătoare carte a ultimilor ani », în timp ce Benjamin, care îi dedică lui Kafka un articol omagial în 1934, observă că « puritatea și frumusețea » scriitorului trebuie interpretate în strânsă legătură cu eșecurile lui personale. În aceeași perioadă, lingvistul evreu Pavel Eisner, unul din primii traducători în limba cehă ai operelor kafkiene, îl numește « un gigant pentru care zece premii Nobel ar fi prea puține », insistând că departamentul de studii germane de la Universitatea din Praga trebuie să-i analizeze lucrările.
Exilată de naziști în afara spațiului germanofon, moștenirea literară a lui Kafka va fi captată de noi centri de recepție în Franța, Marea Britanie, Statele Unite și America Latină (în special Argentina). Suprarealistul André Breton îl include în 1940 pe Kafka în Antologia umorului negru (Anthologie de l'humour noir), alături de autori ca Jonathan Swift, Edgar Allan Poe, Charles Baudelaire, Arthur Rimbaud și Lewis Carroll, arătându-se încântat de modul cum scriitorul evreu combate autoritarismul patriarhal cu armele ironiei. Jean-Paul Sartre îl citește în cheie existențialistă, apropiindu-l de Kierkegaard și Heidegger, în timp ce într-un apendix al Mitului lui Sisif, Albert Camus vorbește despre Speranța și absurdul în opera lui Franz Kafka. Conform lui, Procesul și Castelul sunt două romane care se completează: Procesul întruchipează abandonul, pasivitatea și neîmpotrivirea în fața destinului, iar Castelul reprezintă un « salt exaltat » de tip kierkegaardian, o resurecție a speranței. În anii 40, Jorge Luis Borges îl descoperă pe Kafka în timp ce lucrează la Biblioteca Municipală din Buenos Aires. Experiența îi marchează opera literară în mod definitiv și îl determină să traducă unele lucrări kafkiene în spaniolă.. Gabriel Garcia Marquez își amintește că Metamorfoza lui Kafka i-a arătat că se poate scrie și în alt mod. Într-un interviu, Italo Calvino declară « Autorul meu este Kafka, iar romanul meu preferat este America. ». W. H. Auden îl numește pe Kafka « un Dante al secolului al XX-lea », iar Vladimir Nabokov îl consideră cel mai mare scriitor german și « unul dintre cei mai mari scriitori europeni ai timpurilor noastre ». Kafka este și unul din scriitorii preferați ai lui J. D. Salinger, iar atitudinea antibirocratică a personajelor lui Jack Kerouac este alimentată de operele kafkiene. În 2002, scriitorul nipon Haruki Murakami publică unul din cele mai importante romane ale sale, Kafka pe malul mării, al cărui personaj eponim, Kafka Tamura, este un tânăr de cinsprezece ani -  vârsta la care Murakami l-a descoperit pe Franz Kafka.
Astăzi, Kafka este cel mai citit scriitor de limbă germană. Influența lui s-a extins decisiv asupra unor mișcări literare majore din perioada interbelică sau a doua jumătate a secolului al XX-lea:
- modernismul german: Thomas Mann, Elias Canetti, Bertolt Brecht, Hermann Broch, Kurt Tucholsky, Hermann Hesse
- suprarealism: André Breton, Gellu Naum, Paul Celan, Bruno Schulz
- existențialism: Albert Camus, Jean-Paul Sartre, Ernesto Sabato
- teatrul absurdului: Eugen Ionescu, Samuel Beckett, Friedrich Dürrenmatt, Harold Pinter, Václav Havel
- realismul magic: Gabriel Garcia Marquez, Mario Vargas Llosa, Salman Rushdie, Carlos Fuentes, Dino Buzzati, Alejo Carpentier, Haruki Murakami și, mai ales, unul din precursorii acestui gen - Jorge Luis Borges
- generația beat: Allen Ginsberg, William S. Burroughs[330], Jack Kerouac[331]
- postmodernism: Milan Kundera, Thomas Pynchon, Thomas Bernhard, Mircea Cărtărescu, Italo Calvino, J. M. Coetzee, Paul Auster, Philip Roth
- literatura distopică sau științifico-fantastică: George Orwell, Ray Bradbury[332]

Cuvântul kafkian [en: kafkaesque | fr: kafkaïen | de: kafkaesk | ru: кафкианский | jp: カフカ的 (ka-fu-ka-te-ki)] desemnează o situație absurdă, de o complexitate intimidantă.

### Exegeza
În eseul Împotriva interpretării, criticul Susan Sontag consideră cazul lui Franz Kafka elocvent pentru modul cum hermeneuții încearcă să confiște opera unui scriitor prin intermediul interpretărilor:
„Opera lui Kafka [...] a fost supusă unei agresiuni impresionante, de către nu mai puțin de trei armate de comentatori. Cei care îl citesc pe Kafka ca pe o alegorie socială văd studii de caz despre frustrările și nebuniile birocrației moderne și despre ultima ei progenitură, statul totalitar. Cei care îl citesc ca pe alegorie psihoanalitică întrezăresc imaginea deznădăjduită a fricii lui Kafka de tatăl său, anxietățile de castrare, complexele impotenței sau dominația exercitată de propriile vise. Cei care îl citesc pe Kafka ca pe o alegorie religioasă ne explică cum K. din „Castelul” încearcă să obțină accesul spre Rai, cum Josef K. din „Procesul” este judecat de un Dumnezeu inexorabil și misterios”—Susan Sontag, Împotriva interpretării
Acestor trei interpretări, cea social-birocratică, cea psihoanalitică și cea religioasă, li se mai adaugă una etnico-istorică, care încearcă să încadreze opera lui Kafka în literatura minorității evreiești sau să o plaseze în contextul unor evenimente ca Primul Război Mondial și dezintegrarea Imperiului Austro-Ungar.

#### Interpretările sociale și politice
James Hawes susține că procedurile legale din Procesul reflectă cu fidelitate justiția Imperiului Austro-Ungar, unde sistemul era mai degrabă inchizitorial decât adversarial: judecătorul nu era un arbitru imparțial, ci se implica activ în acuzarea inculpatului. Intențiile lui Kafka de a decredibiliza și ridiculiza o justiție defectuoasă sunt evidente în acest roman. În capitolul Primul interogatoriu, judecătorul îl confundă pe Josef K. cu un zugrav, iar în capitolul În sala goală, protagonistul descoperă stupefiat că juriștii nu se îndeletnicesc cu studiul unor documente legale, ci cu lectura unui roman pornografic intitulat Torturile pe care Grete le-a îndurat de la soțul ei Hans.
Walter Sokel a identificat teme marxiste în nuvela Metamorfoza, afirmând că Gregor Samsa se simțea alienat din cauza slujbei istovitoare, încă înainte de a se înstrăina literalmente de condiția umană.  În America, Teatrul din Oklahoma pare o utopie socială, unde oricine este acceptat și primește un loc de muncă, deși Alfred Wirkner îl consideră mai degrabă un mod abil de a exploata naivitatea imigranților. Conflictul dintre exploatat și exploatator este oglindit de cupluri ca fochistul și Șubal, Karl Rossmann și chelnerul șef, Karl Rossmann și Brunelda (America), K. și învățătorul (Castelul) sau chiar Samsa, într-o existență anterioară metamorfozei, și tatăl acestuia. În eseul Franz Kafka sau Thomas Mann?, filozoful marxist György Lukács afirmă că proza angoasantă a lui Kafka « demonizează » capitalismul habsburgic. Unii biografi și critici îi atribuie lui Kafka idei anarhice. Scriitorul ar fi participat de câteva ori la întrunirile unui grup de anarhiști cehi, Klub Mladých (Clubul Tinerilor), cu doctrină anti-clericală și anti-militaristă. Un scurt memento din jurnal, « Să nu uiți de Kropotkin! » îi trădează interesul pentru filozoful anarhist Piotr Kropotkin. Kafka avea însă o importantă incompatibilitate cu marxismul sau anarhismul, și anume interesul tot mai pregnant pentru sionism. Povestirea Șacalii și arabii exprimă nostalgia legată de Țara Sfântă și pune în discuție tema unui Mesia care să elibereze poporul evreu.

#### Interpretările psihanalitice
În 1931, Hellmuth Kaiser a fost primul care a aplicat ideile lui Freud asupra operei kafkiene. În Metamorfoza, el vede acte de « castrare » în pedepsele pe care tatăl i le aplică unui Gregor care a regresat până în « stadiul anal » al copilului. Marthe Robert consideră cazul lui Kafka atât de reprezentativ pentru teoria psihanalitică, încât i-ar « putea servi ca exemplu într-un manual introductiv ». Criticul francez identifică în biografia scriitorului următoarele laitmotive freudiene: aversiunea față de tatăl atotputernic; atașamentul puternic pentru mamă; satisfacerea libidoului cu femei declasate (prostituate) care nu se ridică la nivelul mamei și astfel nu pot provoca spaima incestului; impotența psihologică în fața unor femei care îi seamănă mamei, prin statut, prin educație sau chiar prin înfățișare („încarnări” ale mamei). Conform Marthei Robert, faptul că Franz Kafka o numește pe Milena Jesenská « mamă » consolidează exegeza psihanalitică. Roy Pascal și Ritchie Robertson afirmă însă că fiii din opera lui Kafka nu își urăsc tații în sens oedipal, ci chiar îi stimează și nu se opun voinței acestora. Mai mult, Robertson susține că relația lui Kafka cu tatăl său a fost echivalentă, în plan literar, cu una mai surprinzătoare (și imaginară), între Kafka și Goethe. De fiecare dată, scriitorul evreu a rivalizat fără succes cu o figură gigantică, cu un « standard de excelență » față de care s-a simțit inferior. Fiind mereu învins, Kafka a trebuit să se refugieze: fugind de tată, a descoperit scrisul; fugind de Goethe, a descoperit un alt fel de a scrie. Criza identitară se află și în centrul interpretării oferite de Marthe Robert. Conform ei, Kafka nu a reușit niciodată să se definească. De exemplu, în plan etnico-religios, Kafka a fost « evreu asimilat, evreu anti-evreu, anti-sionist, sionist, credincios, ateu, [...] toate acestea în perioade diferite ale dezvoltării sale sau, uneori, chiar simultan ». Marthe Robert identifică unele personaje hibrid care simbolizează sentimentul scindării lui Kafka sau căutarea unei noi identități, indefinibile: miel-pisică (O îngemănare), om-piatră (Prometeu), viu-mort (Vânătorul Gracchus), om-animal (Metamorfoza, O dare de seamă către o academie etc.).
Gerhard Rieck interpretează toată opera lui Kafka pornind de la scena traumatizantă din copilăria scriitorului, când tatăl l-a scos afară pe balcon (scena balconului sau die Pawlatschenszene). Rieck inventariază și comentează motive și simboluri care apar obsesiv în opera lui Kafka și care au stat, cu siguranță, în strânsă conexiune cu terifiantul episod. Patul (din care a fost smuls), ușile, scările, balcoanele, culoarele, penumbra, întunericul, frigul, oboseala, somnolența sunt doar câteva elemente ambientale pe care trauma le-a transformat în adevărate obsesii.

#### Interpretările religioase
Atmosfera aparent absurdă din lucrările lui Kafka a fost asociată de unii critici cu inefabilul misterului divin. Max Brod a vrut să vadă în Kafka un « înnoitor al religiei antice iudaice » și a considerat că romanele Procesul și Castelul reprezintă cele două forme de manifestare a lui Dumnezeu: judecata (Gericht) și harul (Gnade). Gershom Scholem descifrează în opera lui Kafka trăsăturile cabalei. Anevoiosul demers mistic, care riscă adesea să străpungă « bariera subțire » dintre credință și nihilism, se aseamănă, în viziunea lui Scholem, cu traseul parcurs de personajele kafkiene. David I. Grossvogel observă că în proza lui Kafka, numele lui Dumnezeu este absent, înlocuit fiind de Cuvântul Lui: Legea. Parabolele kafkiene, susține Grossvogel, sunt niște mediatori mistici, care, deși nu reușesc să-l reveleze pe Dumnezeu, sunt pătrunși de fiorul misterului Lui.
Castelul a generat cele mai multe interpretări teologice. Max Brod consideră că romanul este dominat de o religiozitate de tip kierkegaardian, unde credința nu se identifică întotdeauna cu etica: respingând avansurile imorale ale Castelului, Amalia refuză sacrificiul avraamic și cade în dizgrație. Erich Heller consideră Castelul, dimpotrivă, un sediu al demonilor gnostici care îl împiedică pe K. să îl cunoască pe adăvăratul Dumnezeu, un deus absconditus, retras complet din lumea palpabilă. Chiar „funcția” protagonistului, aceea de arpentor (Landvermesser), pare să sugereze un demers al cunoașterii eronat, pentru că, în limba germană, „[sich] vermessen” mai înseamnă „a măsura greșit”, dar și (adjectival) „excesiv de mândru”, „stăpânit de hybris”. Paralele între Cartea lui Iov și Procesul se pot realiza pornind de la conflictul dintre omul transformat în victimă și Dumnezeul implacabil al iudaismului, Iahwe. În Metamorfoza, obiectul care ucide, mărul, evocă păcatul originar, dar și exilul (din Rai), în timp ce în Colonia penitenciară, scrierea sentinței pe pielea condamnatului sugerează modul în care a fost pedepsit Cain. Ritchie Robertson insistă și pe o influență creștină în opera lui Kafka. Doar o singură sinagogă este menționată în proza kafkiană (în povestirea Sinagoga din Thamühl), în timp ce simbolul catedralelor este folosit frecvent. Povestirea Verdictul ar putea fi o reinterpretare a parabolei hristice despre fiul risipitor, unde Georg Bendemann ia rolul fiului care a rămas alături de tată. Milan Kundera își amintește amuzat că, la o conferință din 1963, un orator și-a încheiat prelegerea prin exaltatele cuvinte « Franz Kafka a trăit și a suferit pentru noi! ».

#### Interpretările etnico-istorice
În cartea Franz Kafka. Pacientul evreu, istoricul literar Sander Gilman explică opera lui Kafka strict prin apartenența acestuia la etnia evreiască, vorbind de o interiorizare/autoasumare a antisemitismului european și a « urii de sine iudaice » (jüdischer Selbsthass). Prejudecățile epocii legate de fizicul evreilor, pus în contrast cu idealul „teutonic”, faptul că lumea considera că evreii au un corp fragil și efeminat, un piept îngust, predispus la tuberculoză, și o viață între patru ziduri, în ghetouri, în spații închise și neaerisite, au impregnat imaginarul lui Kafka. Scriitorul a încercat, de-a lungul vieții, să se îndepărteze de aceste imagini preconcepute, practicând sporturi în aer liber. Complexele însă au rămas. Personaje respingătoare ca fizic, bolnăvicioase (prietenul lui Georg Bendemann, copilul din Un medic de țară), excesiv de înalte (protagoniștii din Descrierea unei lupte sau Cel necinstit la inimă), de slabe (artistul foamei), de grase (Brunelda, grasul din Descrierea unei lupte) sau de-a dreptul animalizate (Gregor Samsa) populează frecvent proza lui Kafka. De o atenție sporită se bucură și spațiile lipsite de aer, îmbâcsite, cum este podul unde se desfășoară primul interogatoriu al lui Josef K. Conform lui Gilman, în Metamorfoza, scriitorul anticipează modul cum naziștii i-au etichetat pe evrei: « paraziți ai umanității » (Ungeziefer der Menschheit). De asemenea, un alt episod important din istoria antisemitismului, Afacerea Dreyfus, a inspirat probabil opere precum Colonia penitenciară sau Procesul. Insula descrisă în Colonia penitenciară ar putea fi chiar Insula Diavolului, mai ales că Ofițerul și Exploratorul vorbesc limba franceză.
Desigur, nu toate interpretările istorice se limitează strict la studiul antisemitismului crescând din prima jumătate a secolului al XX-lea. Spre exemplu, povestirea Vizuina poate fi comparată cu paranoia socială din Primul Război Mondial și lumea „subterană” a tranșeelor.

#### Respingerea interpretărilor
Milan Kundera îl critică pe Max Brod pentru faptul că a încercat să mitologizeze biografia lui Kafka, să o transforme în hagiografie. De asemenea, patosul cu care kafkologii forțează interpretări religioase, marxiste sau psihanalitice, fundamentate doar pe supoziții, i se pare dăunător unei receptări corecte. Un vehement combatant (la fel ca Susan Sontag) al analizelor critice excesive, el apreciază că dinamismul imaginației lui Kafka primează asupra oricărei exegeze:
„Nu îți dai seama că oamenii nu știu să îl citească pe Kafka, doar prin simplul fapt că vor să îl descifreze? În loc să se lase purtați de imaginația lui inegalabilă, ei caută alegorii și nu găsesc decât clișee: viața e absurdă (sau dimpotrivă, nu e absurdă), Dumnezeu e (sau nu e) intangibil etc. Nu poți înțelege nimic despre artă, în special despre arta modernă, dacă nu conștientizezi că imaginația este o valoare în sine.”—Milan Kundera, interviu cu Christian Salmon, 1983

## Opera literară
Concepția de viață a lui Franz Kafka, dominată de angst, de sentimentul înstrăinării și de spasmele nevrotice ale conștiinței, este una specifică modernismului. Expresia literară pe care scriitorul a dat-o acestor trăiri, deși asociată adesea unor mișcări ca expresionismul și suprarealismul, rămâne una emblematică și complet originală. Proza kafkiană se desfășoară într-o atmosferă halucinantă, grotescă, impregnată de anxietate, în care personajele principale devin victime ale unui monstruos aparat birocratic (Procesul, America, Colonia penitenciară), nu reușesc să descifreze sensul propriei existențe civice (Castelul, Marele zid chinezesc, Un medic de țară, În fața legii) sau asistă neputincioase la dezintegrarea relațiilor interumane (Metamorfoza, Verdictul). Impresia de coșmar și tensiune dramatică este sugerată de invazia absurdului în lumea logicului, abundența fantasticului, a paradoxurilor și a răsturnărilor de situație, precum și de perspectiva naratorului impersonal unită indisolubil de cea a eroului-victimă. Forma predilectă este parabola, o poveste în spatele căreia autorul ascunde niște adevăruri ce trebuie decodificate. Kafka folosește frecvent ironia și satira pentru a înfiera idealurile mărunte ale unei societăți burgheze care nu își conștientizează propria absurditate. Sentimentul creat cititorului este unul tragicomic, iar mesajul, încifrat și inaccesibil, poate genera multiple interpretări.

### Încadrarea și influențele moderne ale operei
Originalitatea operei kafkiene nu poate fi circumscrisă cu ușurință unui anumit curent literar sau filozofic. Kafka a fost, în mod evident, un exponent al modernismului, fiind influențat de unii gânditori moderni din secolul al XIX-lea ca Nietzsche, Kierkegaard, Freud, Marx sau Darwin. Se apropie de Nietzsche prin estetica tragicului, reinventarea parabolei, precum și prin demolarea și reanalizarea perpetuă a valorilor universale (libertatea, justiția, familia, statul etc.) Conform lui Frederick Karl, eroii lui Kafka se identifică cu interpretarea dionisiacă a lui Hamlet formulată de Nietzsche în Nașterea tragediei: ei au pătruns într-o formă de cunoaștere superioară, care îi condamnă însă la inacțiune, pentru că « acțiunea aparține unei existențe în care suntem înfășurați de vălurile iluziei ». Kierkegaard, un filozof pe care Kafka l-a iubit și detestat în egală măsură, îl impresionează mai ales prin iraționalism, « puterea terminologiei » sau religiozitatea radicală. La nivelul operei, reinterpretarea mitului lui Avram din Frică și cutremur l-a influențat pe Kafka să așeze mituri clasice (Turnul Babel, Alexandru cel Mare, Don Quijote, Ulise și sirenele, Prometeu, Poseidon) într-o lumină nouă. De asemenea, în relația cu Felice Bauer, scriitorul s-a regăsit mult în povestea tulburătoare de iubire dintre Søren Kierkegaard și Regine Olsen. De la Freud, cea mai importantă influență au exercitat-o psihologia conflictelor oedipale sau teoriile despre subconștient, super-ego, refulări și vise. Marx se face simțit mai ales în America, condamnarea capitalismului sau temele exploatării și ale alienării sociale intrând cu siguranță în exegeza acestui roman. Darwin se manifestă mult mai imprecis în opera kafkiană, dar influența lui nu este neglijabilă: în O dare de seamă către o Academie o maimuță se transformă în om, în timp ce în Metamorfoza avem un alt tip de « evoluție » către o nouă formă de existență. În domeniul literaturii, Kafka s-a considerat « rudă de sânge » cu patru scriitori, Dostoievski, Flaubert, Kleist și Grillparzer. Dintre aceștia, primii doi sunt niște precursori de prim rang ai romanului modern, în timp ce al treilea este considerat creatorul nuvelei germane moderne. De la Dostoievski, influențele principale sunt criza existențială și interesul pentru gotic și catastrofal. Flaubert s-a manifestat în special prin tehnica narativă (de exemplu, stilul indirect liber care îi aparține, în mare măsură). « Când eram copil, visam să citesc Educația sentimentală în întregime, cu voce tare, bineînțeles în franceză, într-o sală imensă, plină de oameni, iar pereții să răsune de ecoul cuvintelor mele. » își amintește Kafka într-una din scrisorile către Felice.
În cadrul amplei mișcări a modernismului, Kafka este identificat adesea cu două mari curente, expresionismul și suprarealismul. Fiecare din cele două încadrări este aproximativă și, strict vorbind, greșită. Expresionismul i se aseamănă prin deformarea realității în jurul unei perspective narative subiective și prin stranietatea coșmarescă a unei lumi decadente și industrializate. Cu toate acestea, Kafka a fost un critic înverșunat al mișcării expresioniste, iar limbajul său distant și neornamentat diferă vizibil de patosul sentimental și emfaza verbală a reprezentanților curentului. Într-o scrisoare către Felice, Kafka se arată deranjat de « convulsiile aleatorii ale minții » din opera Elsei Lasker-Schüler, iar cu alte ocazii se pronunță împotriva poeziei lui Johannes R. Becher, pe care o consideră zgomotoasă, haotică și inaccesibilă. De cealaltă parte, a-l numi pe Kafka suprarealist însemnă a comite un ușor anacronism, având în vedere că Manifestul suprarealismului al lui André Breton a fost publicat abia în 1924, anul morții scriitorului evreu. Afinitățile lui Kafka cu această a doua mișcare sunt eliminarea barierei dintre vis (fantastic) și realitate, precum și accentul pus pe lumea subconștientului. O altă trăsătură importantă, încurajarea scrisului « automat », spontan, poate fi comparată cu maniera în care Kafka a scris Verdictul, în doar opt ore.
În ciuda tuturor acestor influențe și posibile afilieri artistice, trebuie spus că Franz Kafka a anticipat mai mult decât a imitat. Datorită abilității sale de a prezenta elemente fantastice ca pe niște evenimente din viața cotidiană, el a devenit unul din premergătorii realismului magic. De asemenea, conform criticului egiptean Ihab Hassan, opera lui Kafka are, în pofida decalajului temporal, toate trăsăturile prozei postmoderne. Traseul firesc, dar îndelungat, de la modernism la postmodernism, cu tot ceea ce presupune—substituirea ierarhiei cu anarhia, a creației cu deconstrucția, a interpretării critice cu sfidarea oricărei interpretări, a narațiunii cu anti-narațiunea sau a metaforei cu metonimia—a fost parcurs astfel de Kafka dintr-un singur salt. Gilles Deleuze și Felix Guattari îl încadrează pe scriitorul evreu într-o « literatură minoră », adică o literatură a minorității, care se definește prin caracterul politic, subversiv, centrifug și care încearcă în mod constant să arunce în aer valorile culturale ale majorității.

### Stilul, temele și personajele
Conform lui Dieter Hasselblatt (citat de Stanley Corngold) proza lui Kafka este « inițiofugă, nu finală » în sensul că, aflându-se într-o perpetuă fugă de situația inițială, nu își propune să se încheie cu o concluzie. Într-adevăr, multe din operele kafkiene au rămas fără final sau sunt neterminate. La 16 octombrie 1921, Kafka își deplânge lipsa de angajament literar și conștientizează cu durere « suferința că trebuie mereu să începi, că ți-ai pierdut iluziile că ceva anume ar fi mai mult decât un început, sau măcar un început ». Incipitul kafkian poartă de multe ori centrul de greutate al întregii opere. În Metamorfoza și Procesul încă din prima frază cititorul este confruntat, fără formalitățile unei expozițiuni, cu șocantul conflict central. In medias res începe și Colonia penitenciară, introducând mașinăria-suprapersonaj prin cuvintele de o emoție cu greu stăvilită ale Ofițerului, « Este un aparat deosebit ». La fel și Vizuina: « Am construit vizuina și pare să fie o izbândă. » Unii critici au observat că, într-un anumit sens, personajele lui Kafka mor încă de la începutul operei, deoarece, așa cum formulează Maurice Blanchot, Kafka însuși « se simte deja mort, acest lucru îi este un dat, așa cum exilul îi este un dat ». Restul capitolelor sunt așadar variațiuni ale temei inițiale sau simple adnotări la aceasta. Din momentul declanșării, subiectul operei evoluează întortocheat și eratic, la fel ca existența fantomatică a vânătorului Gracchus.
Limbajul
Limbajul prozei kafkiene este sec, steril și amintește de stilul birocratic. Lingvistul ceh Pavel Trost îl consideră un produs al germanei pragheze din acea epocă, care se remarca pentru penuria excepțională de expresii figurate și colocviale. George Steiner vorbește chiar despre o « abstinență » a lui Kafka de la orice formă de exces verbal; « transparența » discursului se manifestă prin evitarea unor figuri de stil care l-ar putea ambiguiza (metafore, comparații, epitete etc.). Ei i se adaugă sentimentul de alienare și inadecvare pe care limba germană, ca limbă a unei culturi străine, i-a inspirat-o scriitorului. Kafka era de asemenea și un perfecționist exigent: o demonstrează nemulțumirea constantă cu propriile creații, precum și alter ego-uri ca artistul foamei, Josephine sau trapezistul din Prima durere. Frazele lui Kafka au fost, cu siguranță, șlefuite și pregătite cu atenție de o minte minuțioasă, astfel încât claritatea exprimării să fie maximă. Hannah Arendt numește opera lui Kafka « cea mai pură proză germană a secolului ». Peter Gay observă că tehnica migăloasă a detaliului din Metamorfoza sau Colonia penitenciară potențează efectul zguduitor al ororilor descrise. Camus nu se arată încântat de acest stil, pe care îl consideră, cel puțin în comparație cu proza lui Melville, « separat de trup și de natură » Ceea ce frapează în special la Kafka însă este modul prin care naratorul încearcă, cu instrumentul lucidității, să discearnă tenebrele insondabile ale absurdului. În mod paradoxal, deși limbajul operei kafkiene este cât se poate de limpede, mesajele transmise de el sunt, prin însăși natura lor, fie greu de descifrat (e.g. În fața legii), fie transcend orice interpretare (e.g. Odradek în Grijile tatălui de familie). Theodor W. Adorno evidențiază astfel contrastul dintre « principiul literalității » și caracterul abscons al mesajului:
„[La Kafka] fiecare frază are înțeles literal și fiecare semnifică [ceva ascuns] [...] Fiecare frază cere: interpretează-mă, dar niciuna nu ne permite să o facem.”—Theodor W. Adorno, Prisme
De sub imperiul acestei rigidități lingvistice ies, bineînțeles, scrisorile intime și jurnalul, unde folosirea figurilor de stil nu contituie o raritate. După cum s-a văzut, Milena este asemuită unei flăcări sau unui cuțit care schingiuiește, iar povestirea Verdictul « s-a ivit ca printr-o naștere adevărată, năclăită de murdărie și slină ». Lui Kafka nu îi era necunoscut așadar nici registrul sentimental.
Naratorul
În opere kafkiene ca Verdictul, Metamorfoza și cele trei mari romane, naratorul este unul impersonal, subiectiv și neomniscient, relatând întâmplările la persoana a treia, strict din perspectiva protagonistului (perspectiva unidirecțională sau einsinnige Perspektive). Astfel, naratorul are doar o viziune limitată asupra lumii și nu una de ansamblu. El nu are acces decât la gândurile personajului principal, iar intențiile celorlalte personaje rămân un mister sau nu pot fi decât intuite. Optica naratorului se confundă în permanență cu cea a lui Josef K., Gregor Samsa sau Georg Bendemann, excepții notabile făcând doar situații ca următoarele: după moartea lui Samsa, familia este prezentată încercând să-și refacă viața în lipsa acestuia, iar în Verdictul, ultima propoziție (« În clipa asta pe pod era un trafic cu adevărat interminabil. ») se detașează brusc de imaginea suicidului lui Bendemann. Kafka utilizează frecvent tehnica flaubertiană a stilului indirect liber, prin care comentarii ale naratorului par de fapt emise de protagonist. Următoarele exemple sunt evidențiate cu caractere cursive:
- „Era șase și jumătate, iar limbile ceasului mergeau liniștit înainte [...]. Să nu fi sunat oare deșteptătorul? Se vedea bine din pat că fusese potrivit cum trebuie pentru ora patru; cu siguranță că și sunase. Dar cum a putut oare să doarmă fără să-l audă, că doar când sună mișcă până și mobilele din loc!” (Metamorfoza, traducere de Mihai Isbășescu)
- „Acolo, sus, cele două jumătăți ale unei ferestre se deschiseră pe neașteptate, ca o lumină care țâșnește în întuneric; un om — atât de subțire și de șters la distanța și la înălțimea aceea — se plecă brusc în afară, aruncându-și brațele înainte. Cine putea să fie? Un prieten? Un suflet bun? Un om care participa la nenorocirea lui? Cineva care voia să-l ajute? Era unul singur? Erau toți? Mai exista acolo un ajutor? Existau obiecții care nu fuseseră încă ridicate? Firește că da.” (Procesul, traducere de Gellu Naum)
- „Castelul, ale cărui contururi începeau să se estompeze, era cuprins de liniște, ca totdeauna; K. nu zărise până acum nici cea mai mică urmă de viață acolo, poate că nici nu era cu putință să distingi ceva din depărtarea asta, și totuși ochii erau dornici să vadă, și suportau cu greu această liniște.” (Castelul, traducere de Mariana Sora)

Stilul indirect liber, numit în germană și « vorbire trăită » (erlebte Rede) pentru a fi pus în contrast cu vorbirea directă și cu cea indirectă (direkte/indirekte Rede), este o trăsătură principală a prozei kafkiene. Cele mai evidente semne ale prezenței acestei tehnici literare sunt întrebările retorice și cuvintele care exprimă probabilitatea (vielleicht, wahrscheinlich) sau deducția logică (sollte, sicherlich).
Nu toate lucrările lui Kafka sunt relatate însă la persoana a treia. Povestirile Descrierea unei lupte și Un medic de țară au fiecare un narator-personaj, a cărui imaginație deformează arbitrar realitatea. În aceste două opere de altfel, suprarealismul lui Kafka se manifestă cel mai haotic.
Dialogul
Dialogul are o importanță centrală în proza kafkiană, fiind unul din principalele mijloace prin care protagoniștii pot încerca să deslușească situația absurdă căreia i-au căzut victimă. Tragediile lor se datorează, printre altele, și eșecurilor comunicării, deoarece cuvintele sunt o modalitate imperfectă și imprecisă de transmitere a mesajului. În Colonia penitenciară, dialogul dintre Ofițer și Explorator capătă o altă funcție, cea a unei bătălii între două sisteme diferite de valori, autoritarismul brutal și umanitarismul.
Localizarea
Vânătorul Gracchus și America sunt singurele lucrări de ficțiune ale lui Kafka care beneficiază de o localizare precisă: orașul italian Riva, care se afla în acea perioadă sub dominație austro-ungară, respectiv New York și împrejurimile acestuia. Alte orașe notabile din opera kafkiană sunt Peking în Marele zid chinezesc și Sankt Petersburg în Verdictul, menționate însă nu pentru o mai bună localizare, ci dimpotrivă pentru a crea senzația unei mai mari înstrăinări. Peking este sediul îndepărtatului și abstractului palat imperial, iar Petersburgul este orașul disperării, hăul fără fund în care se avântă prietenul lui Georg Bendemann.
În general, locul acțiunii nu este specificat, ceea ce oferă operelor lui Kafka o mai mare universalitate. Se pot intui însă, în linii mari, regiunile geografice pe care unele lucrări le revendică: Europa Centrală (Procesul, Castelul), America de Nord (America), Orientul Mijlociu (Șacalii și arabii), Orientul Îndepărtat (Marele zid chinezesc), Guiana franceză (Colonia penitenciară). Lucrările kafkiene par astfel să îmbrățișeze întreg mapamondul.
Temele
Multe opere kafkiene se află tematic sub triada lege-vinovăție-pedeapsă. Legea, imperativă, dar incognoscibilă, arbitrară și absurdă (ca în Procesul și Castelul) este forma predilectă prin care mitologia obsedantă a tatălui se manifestă în imaginarul lui Franz Kafka. Vinovăția personajelor nu este mereu evidentă, ci fie se „subînțelege” (Procesul, Metamorfoza), fie este indusă printr-un proces de culpabilizare (Verdictul). Pedeapsa este mereu exagerată și inevitabilă. O subtemă ce derivă de aici este relația complicată dintre tată și fiu. Kafka voia să includă trei lucrări antume care tratează această problemă (Fochistul, Metamorfoza și Verdictul) într-un volum intitulat Fiii (Die Söhne), pentru că « între ele există o legătură vizibilă, dar și una secretă ». Metamorfoza și Verdictul, cel puțin, se apropie prin vehemența cu care tații își cer înapoi statutul de capi ai familiei, neadmițând să fie înlocuiți în acest rol de către fii. În centrul conflictelor dintre generații stau așadar echilibrele de putere, transferurile de autoritate. O altă temă importantă este alienarea, manifestată prin izolarea fizică și emoțională (Metamorfoza) sau îndepărtarea omului de propriul temei (Castelul, Marele zid chinezesc). În Un artist al foamei, Kafka se întreabă care este condiția artistului într-o societate modernă și dacă mai poate exista artă fără public. Vizuina are în prim-plan teroarea perpetuă, paranoia, angoasa, iar Vânătorul Gracchus prezintă, ca și Castelul, o existență futilă. O temă aproape omniprezentă este birocrația, care însumează multe din problemele înșirate mai sus: alienare, futilitate, teroare, autoritate, culpabilizare și lege arbitrară.
Personajele
Majoritatea personajelor principale ale lui Kafka sunt bărbați care trăiesc în celibat. În fragmentul Nefericirea burlacului, Kafka detaliază ce înseamnă o astfel de existență neîmplinită, condamnată ratării:
„Pare atât de groaznic să rămâi celibatar, să devii om bătrân, apărându-ți cu greu demnitatea, în timp ce îi implori pe alții să te invite la cină, să fii bolnav în colțul patului tău, săptămâni întregi să îți privești camera goală, să îți iei la revedere tot timpul de la ușă, fără să te presezi pe scări de trupul soției tale, camera ta să conducă doar spre uși laterale, unde locuiesc oameni străini [...]”—Franz Kafka, Nefericirea burlacului
Câțiva protagoniști reflectă, mai mult sau mai puțin, condiția artistului: neputincioasă (Un doctor de țară), parazitară (Metamorfoza), perfecționistă (Prima durere), capabilă de sacrificiul suprem (Un artist al foamei), dirijată de o forță viscerală să creeze (Vizuina). Multe personaje ale lui Kafka își definesc identitatea prin funcția pe care o ocupă. În Colonia penitenciară, Marele zid chinezesc, Prima durere sau Un artist al foamei, numele este complet anihilat de importanța unor titulaturi ca Exploratorul, Ofițerul, Soldatul, Împăratul, Mesagerul, Trapezistul, Impresarul și Artistul foamei. Poate din acest motiv, eroul romanului Castelul se zbate cu atâta îndârjire să dobândească statutul de „Arpentor” (Landvermesser): este o luptă a propriei identități. Spre sfârșitul romanului, când cei doi secundanți sunt concediați de K., ei confirmă tragedia omului privat de orice funcție: îmbătrânesc, își pierd veselia, aproape nu mai sunt recunoscuți de vechiul lor șef și distrug, despărțindu-se unul de celălalt, unitatea cuplului comic care i-a consacrat. Fără un temei în lume, omul devine Condamnatul (der Verurteilte) ca în Colonia penitenciară sau Parazitul (Ungeziefer) ca în Metamorfoza.
Rolul personajelor feminine în proza kafkiană este unul disputat. Karl-Bernhard Bödeker remarcă antifeminismul lui Kafka, faptul că femeile nu pot acționa ca agenți ai redempțiunii și îi distrag pe protagoniști în complexe labirinturi sentimentale. Alți critici le consideră, dimpotrivă, căi de acces spre transcendent (Deleuze/Guattari, Politzer) sau alter ego-uri ale scriitorului (Erich Heller).
Această dualitate, capcană și sprijin, nu este singurul paradox feminin. Femei precum domnișoara Brüstner din Procesul se lasă seduse cu un amestec de neîmpotrivire și ostilitate, în timp ce Frieda din Castelul este manipulată de K., dar manipulează la rându-i. Brunelda și Gardena sunt două femei care reușesc să subjuge lumea bărbaților, dar în Castelul, toate personajele feminine se definesc prin relația pe care o au cu bărbații de la Castel. De aceea, Amalia, care refuză avansurile unui funcționar al Castelului, este ostracizată de întreaga comunitate.

### Categorii estetice și tehnici literare
Absurdul
Multe din personajele principale ale lui Kafka percep absurdul ca pe o forță amenințătoare care le invadează intimitatea și le distruge existența monotonă, dar oarecum fericită, de până atunci. Georg Bendemann, Gregor Samsa și Josef K., de exemplu, se confruntă subit cu o lume ce încalcă norme logice pe care le credeau inviolabile. Vrând să deslușească această lume cu propria rațiune, ei nu fac decât să ostilizeze și mai mult forțele haosului, devenind, într-un crescendo de neoprit, obiectul batjocurii, al umilinței, violenței sau stigmatizării. Destinele lor tragice se termină inevitabil prin moarte (suicid în cazul lui Bendemann sau omor în cazurile lui Samsa și Josef K.). Ca trăsături ale absurdului lui Kafka, se pot aminti mai ales incomprehensibilulul, derizoriul și paradoxul. 
- Caracterul incomprehensibil pornește de la ideea că absurdul este și el guvernat de anumite legi, dar ele par stranii doar pentru că sunt necunoscute spectatorului[420]. Cele mai importante exemple se găsesc în Procesul și Castelul. Lui Josef K. nu i se comunică nici măcar pentru ce a fost acuzat, care este natura vinii sale, în timp ce K. eșuează mereu în eforturile de a înțelege legile Castelului.
- Derizoriul este forța centrifugă a absurdului care condamnă orice acțiune a protagoniștilor la disipare și irelevanță. La fel ca mesagerul împăratului chinez care se pierde în culoarele infinite ale palatului în O solie imperială, universul lui Kafka nu converge spre semnificație, ci se îndepărtează de ea și sfârșește în haos. Alte manifestări ale derizoriului sunt modalitățile stranii prin care un subiect de o importanță centrală este deturnat de niște evenimente marginale: în Procesul o spălătoreasă distrage (spre indignarea lui Josef K.) atenția întregii săli de judecată cu jocurile ei amoroase, iar în Un medic de țară un cor de școală devine autoritate medicală în cazul copilului bolnav.
- Paradoxul are mai multe fațete. Cea mai importantă este răsturnarea raporturilor dintre personaje (inversarea rolurilor): cei slabi devin dintr-odată puternici și invers[421]. De exemplu, în Verdictul, tatăl lui Bendemann se transformă paradoxal dintr-un bătrân neputincios într-o instanță morală infailibilă, substituind autoritatea care i-ar fi revenit de drept fiului. În America inocentul Karl Rossmann se erijează, la cei doar șaisprezece ani ai săi, într-un apărător al cauzei fochistului împotriva exploatatorului acestuia, Șubal. În Castelul autoritara birtășiță și soțul ei, Hans, par să fi inversat în mod tacit rolurile de gen, iar în Metamorfoza, într-un mod similar, Samsa se demasculinizează când își pierde statutul de susținător financiar al familiei. Caracterul acesta instabil al puterii/autorității, care poate fi pierdută în orice moment printr-o răsturnare neașteptată a raporturilor, este o sursă importantă a anxietății sociale din opera lui Kafka. Alte impresii paradoxale sunt declanșate de obiecte care nu se prezintă conform așteptării (în Procesul, tribunalul se află într-o cameră mică, imbâcsită din podul unui imobil) sau care nu îndeplinesc funcțiile pentru care au fost create (în Castelul, telefonul nu servește comunicării, ci este agentul unor mesaje contradictorii sau emite zumzete și voci indiscernabile).

Fantastic și mimesis
Tzvetan Todorov afirmă în Introducere în lumea fantastică că la Kafka « fantasticul reprezintă [...] regula nu excepția ». Sartre consideră în eseul « Aminadab » sau fantasticul considerat ca limbaj (« Aminadab »  ou du fantastique considéré comme un langage) că în centrul mitologiei autorilor Blanchot și Kafka se situează omul, « dar nu omul religiilor și al spiritualităților, implicat doar până la jumătate în această lume, ci omul-dat, omul-natură, omul-societate, cel care își scoate pălăria când trece un dric, cel care se bărbierește la fereastră sau se așează în genunchi în biserică, cel care merge în cadență în spatele unui drapel. » Distorsiunile fantastice ale realității se suprapun astfel peste descrierile mereu atente ale vieții burgheze, aparent banale, descrieri pentru care Kafka aplică tehnica mimesisului, adică reprezentarea fidelă de tip realist. Contrastul dintre fantastic și mimesis potențează efectul absurd al operei.
Comicul și ironia
Conform lui Max Brod, Kafka a citit odată cu voce tare primul capitol din Procesul prietenilor săi și nu s-a putut abține să nu râdă împreună cu ei. Deși multe interpretări critice ignoră latura comică a operei kafkiene, pierzându-se în argumente religioase, psihoanalitice sau politice, umorul lui Kafka  merită totuși studiat. Walter H. Sokel vorbește de o « ironie tragică » la Kafka, adică de o tragicomedie. În schimb, Milan Kundera consideră că în opera kafkiană cele două entități, comicul și tragicul, nu se contrabalansează sau nuanțează reciproc, ca în cazul lui Shakespeare, ci prima o ucide pe a doua « din fașă », nepermițându-le personajelor să găsească consolarea nici măcar în măreția tragicului.
- Personaje comice

Mulți din protagoniștii operelor lui Kafka stârnesc râsul prin statornicia cu care rămân fideli unor idealuri mărunte, inadecvate și nefolositoare în lumea absurdă în care plonjează. Samsa nu se poate gândi în dimineața fatidică a transformării, decât la slujba sa și la faptul că a întârziat. K. din Castelul intră de bună voie într-un imbroglio fără rezolvare, fiind mult prea încrezător în abilitatea lui de a înțelege sistemul birocratic și de a convinge femei precum Frieda, birtășița, Olga sau Pepi să îl admită în cercurile Castelului. Printre perfecționiștii ridicoli se numără și protagonistul din Prima durere, un trapezist care nu se poate literalmente desprinde de aparatul care l-a consacrat. Pentru că senzația glorioasă de a fi „la înălțime” devine dependență, respectivul călătorește cu trenul doar în compartimentul de bagaje. Eroul Americii este comic pentru modul cum, negăsindu-se încă la vârsta maturității, încearcă să o imite. Ronald D. Gray descrie atitudinea afectată și obsecvioasă a lui Karl Rossman, aflat la prima lui slujbă (cea de liftier), cu termeni precum « bufonerie » și « chaplinesc »:
În Procesul, ceremoniozitatea exagerată a celor doi indivizi care îl execută pe Josef. K este înfățișată cu același umor sprinten, deși momentul este unul mai degrabă tragic:
Un alt personaj cu potențial comic este femeia de serviciu din Metamorfoza, o țărancă autentică pe care nici măcar monstruozitatea lui Samsa nu pare să o inhibe:
În Castelul, asistenții (secundanții) lui K., Jeremias și Artur, stârnesc râsul nu doar prin atitudinea lor jovială, ci și prin faptul că mai mult își importunează superiorul decât să îi fie folositori: 
Cei doi secundanți fac parte dintr-o clasă de personaje comice importate probabil din teatrul idiș: grupurile de 2-3 personaje identice, care acționează sincronic, cu o precizie aproape robotică. În această categorie trebuie amintiți și Rabinsteiner - Kullich - Kaminer (Procesul), colegii de serviciu ai lui Josef K. care îl vizitează chiar în dimineața arestului, și cei trei chiriași (Metamorfoza) din casa familiei Samsa. Personajele-grup par o caricatură a uniformizării sociale. Tot în stilul teatrului idiș este și poanta de final din Un artist al foamei, când omul care a flămânzit până la moarte dezvăluie cu ultima suflare secretul artei sale:
„[...] eu trebuie să flămânzesc, nu pot altfel [...], pentru că nu am găsit mâncarea care îmi place. Dacă aș fi găsit-o, crede-mă că n-aș fi făcut atâta vâlvă, ci aș fi mâncat pe săturate ca tine și ca toți ceilalți.”—Franz Kafka, Un artist al foamei
- Situații comice

În opera lui Kafka, situațiile absurde se identifică cu cele comice, întrucât și absurdul și comicul operează printr-o îngroșare și exagerare a realității. Modul cum Josef K. este hăituit de un grup de fetițe în timpul vizitei la pictorul Titorelli, consternarea lui când află că în podul fiecărei case se află birourile tribunalului sau faptul că, în căutarea sălii de judecată, bate la toate ușile și întreabă de tâmplarul Lanz sunt doar câteva din situațiile comico-absurde din romanul Procesul. De multe ori, atmosfera kafkiană amintește de farsă și burlesc. În Castelul, situația lui K. este una comică, pentru că, nefiind nici acceptat, nici respins de autoritățile Castelului, se vede nevoit să ducă o existență futilă și stagnantă, hrănindu-se cu iluzii, bazându-se fără succes pe influența amantei sale, încercând mereu să se debaraseze de incomozii secundanți, locuind vremelnic în hanuri sau în sala de gimnastică a unei școli, de unde este evacuat adesea cu mare zarvă de forțe ce îi sunt ostile. Milan Kundera scrie în Arta romanului că personajele lui Kafka sunt captive propriului univers comic, precum « un pește într-un vas cu apă », ceea ce le împiedică să conștientizeze ridicolul vieții lor, pentru că « o glumă devine glumă doar în afara acvariului ». Prin abilitatea lui de a ne transporta în « interiorul glumei », Kafka ne revelează astfel trăsătura latentă a comicului și anume oroarea acestuia. Din acest motiv, de multe ori, situațiile comice sunt umbrite de dimensiunea lor terifiantă.
Parabola

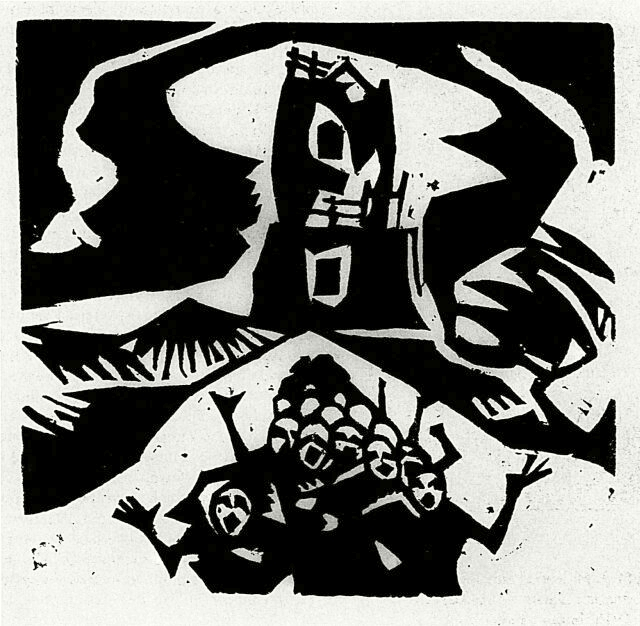
« Ce construiești? Eu vreau să sap un pasaj subteran. Un progres trebuie să se întâmple. Locul meu e prea înălțat deocamdată. Săpăm așadar puțul Babel. » Enigmaticele cuvinte au fost scrise de Kafka într-un caiet din anii 20. Inversarea Turnului Babel ar putea însemna aspirația spre o intimitate și profunzime spirituală pe care doar arta scrisului poate să o instaureze. (în imagine, Turnul Babel, Stanisław Kubicki, 1917)

În mod strict, doar povestiri foarte succinte, cu tâlc, precum În fața legii, O solie imperială, Stema orașului, Prometeu, Poseidon și Vulturul se înscriu în specia literară parabolă. Ele au și fost incluse într-un volum din 1961, editat de Schocken Books, Parabole și paradoxuri (Parabeln und Paradoxe). În sens mai larg, caracterul alegoric al parabolei se extinde asupra întregii opere a lui Kafka, astfel încât Procesul sau Castelul, de exemplu, pot fi considerate parabole mai elaborate.
Parabolele lui Kafka au fost inspirate simbolistic și stilistic de literatura religioasă iudaică (Tanah, Talmud, Midraș etc.), unde reprezentarea alegorică a adevărurilor lumii reprezintă o formă artistică predilectă. Borges afirmă: « Kafka este mai aproape de Cartea lui Iov decât de ceea ce s-a numit „literatura modernă” ». În Despre simboluri (Von den Gleichnissen), Kafka clarifică scopul acestei specii literare: ea nu trebuie să transmită un sfat pragmatic, infailibil, ci doar să arate că universul este incomprehensibil și infinit de complex, că « Neînțelesul va rămâne de neînțeles ». Ideea lui se aseamănă cu mashalul ebraic, o parabolă deliberat echivocă, menită să încurajeze interpretările multiple și să dezvolte intuiția.
Alte surse de inspirație pentru parabolele lui Kafka au fost mitologia greacă sau lumea Orientului Îndepărtat. Kafka era probabil familiarizat, datorită lui Schopenhauer, cu unele idei budiste despre omniprezența suferinței. Michael P. Ryan consideră că rădăcina comună a cuvintelor Samsa (eroul Metamorfozei) și samsara (ciclul reîncarnărilor) nu reprezintă o simplă coincidență. Se poate vorbi, în cazul lui Kafka, și de o imaginație fabulistică. Operele sale umanizează șoareci, câini, șacali, o cârtiță, un cal, o maimuță, un vultur etc. sau, în sens contrar, animalizează un om până la stadiul de insectă. Două creaturi din universul kafkian, Odradek și hibridul miel-pisică din O îngemănare (Eine Kreuzung) au fost incluse de Borges în Cartea ființelor imaginare.
Metafora și metonimia
„Kafka ucide intenționat orice metaforă, orice simbolism, orice semnificație [...] Metamorfoza este contrariul metaforei”—Gilles Deleuze și Felix Guattari, Kafka. Pentru o literatură minoră
Kafka nu folosește metafore în creațiile sale, ci mai degrabă reifică metafora, prin apelul la imagini concrete. Spre exemplu, Gregor Samsa nu se simte un gândac, ci devine unul, deci metafora este interpretată literalmente. Conform lui Adorno, principiul literalității amintește de exegeza iudaică a Torei. Walter Sokel consideră că în Metamorfoza se realizează de fapt o « contra-metamorfoză », pentru că metafora este deja o transfigurare a lumii prin intermediul gândului, iar Kafka preia această transfigurare și o aduce înapoi în realitatea palpabilă. Un alt exemplu interesant se află în Colonia penitenciară, unde o expresie înrădăcinată în limba germană, « etwas am eigenen Leib erfahren » (a trăi ceva pe propria piele) este înțeleasă în sens literal. Kafka s-a exprimat de mai multe ori împotriva poetizării limbajului. De altfel personajul-narator din Conversație cu suplicantul se dezlănțuie împotriva metaforei, imputându-i suplicantului următoarele:
„Abia acum înțeleg, pentru numele lui Dumnezeu, că am bănuit bine de la început în ce stare vă aflați. Nu e aceasta o febră, un rău de mare pe uscat, un fel de lepră? Nu din cauza acestei stări febrile vă nemulțumesc adevăratele nume ale lucrurilor, astfel încât, nesătul, trebuie să căutați în grabă nume noi la întâmplare? Dar repede, dacă s-ar putea! Abia v-ați îndepărtat de unele lucruri că le-ați și uitat numele de dumneavoastră puse. Plopul din câmpie l-ați numit „Turnul Babel”, pentru că nu ați vrut să știți că era plop, dar el se leagănă acum iar fără nume și va trebui să-l numiți probabil „Noe, după ce-a băut”.”—Franz Kafka, Descrierea unei lupte''
În proza lui Kafka se găsesc și unele metonimii, însă ca și metaforele, acestea sunt obiectificate. Un exemplu cunoscut este Statuia Libertății din America care, arătându-se amenințătoare cu o sabie în locul torței, avertizează de la început că visul american poate oricând degenera în coșmar. O altă metonimie notabilă este « Doamna cu un boa de blană » (Die Dame mit einer Pelzboa), fotografia pentru care Gregor Samsa dezvoltă o adevărată obsesie și care întruchipează sexualitatea sadomasochistă, prin trimiterea evidentă la romanul lui Sacher-Masoch, Venus înveșmântată în blănuri (Venus im Pelz).
Simbolurile
„În opera lui Kafka, ca și în vis, simbolul este fapt [...] O lume a semnificațiilor pure, a expresiei nemijlocite, se prezintă în mod înșelător ca o serie de realități empirice.”—Walter Sokel, Franz Kafka. Tragedie și ironie
Câteva din cele mai insistente simboluri kafkiene sunt prezentate mai jos:
| Simbol                                             | Semnificație | Exemple |
| -------------------------------------------------- | --- | --- |
| cuțitele (prin extensie: topoarele, acele)         | Aceste obiecte ascuțite simbolizează iminența și omniprezența morții. Moartea în sine nu este un eveniment brusc, ci un proces îndelungat, de o artisticitate stranie, o metamorfoză. Acele din Colonia penitenciară induc, pe parcursul a douăsprezece ore, o agonie sublimă, aproape metafizică. Faptul că, printr-o defecțiune neașteptată a mașinii, destinul îi refuză Ofițerului un astfel de sfârșit înălțător, pare chiar mai tragic decât însăși moartea. La Kafka, moartea este iubire și artă, în aceeași măsură în care Milena Jesenská este « cuțitul care schingiuiește ». Cuțitul din Procesul, amintind de recuzita teatrală, ucide într-un stil ridicol de solemn și ceremonios. Foarte rar se poate muri dintr-o singură lovitură: în Procesul arma trebuie răsucită de două ori în inimă, iar în Un medic de țară, rana băiatului pare provocată de două lovituri de secure. Sander Gilman subliniază influența ritualului iudaic al sacrificării animalelor (shehita). Execuțiile din Procesul și Colonia penitenciară devin astfel acte sacrificiale necesare, guvernate de o lege transcendentă. Bunicul dinspre tată al lui Kafka a fost măcelar, iar acest lucru a rămas în imaginația scriitorului. Kafka chiar mărturisește că a ales vegetarianismul pentru că nu vrea să mănânce atâta carne cât a măcelărit bunicul său. Cuțitul din Procesul este de măcelar, iar în jurnal, Kafka consemnează că se simte hăituit de imaginea unui cuțit de măcelar care îi desprinde fâșii subțiri din carne. Temele masochiste abundă în universul lui Kafka. În septembrie 1920, scriitorul îi trimite Milenei o schiță a unui aparat de tortură care își despică victima în patru. Călăul, care apare și el, mândru, în desen, nu a făcut, conform lui Kafka, « decât să-l copieze pe măcelarul care-și expune în fața prăvăliei porcul spintecat ». Heinz Politzer îl numește pe Kafka « mistic al masochismului ». | - „Tot timpul imaginea unui cuțit lat de măcelar ce taie dintr-o parte din mine, foarte grăbit și cu o regularitate mecanică, desprinzând fâșii extrem de subțiri care, în rapiditatea operațiunii, zboară aproape răsucindu-se.” (Jurnal) - „[...] rana ta nu este chiar atât de rea. E făcută în unghi ascuțit cu două lovituri de secure. Mulți își oferă o latură a trupului și abia dacă aud securea în pădure, nicidecum ca aceasta să se apropie de ei.” (Un medic de țară) - „Vedeți aici [...] două tipuri de ace rânduite în diferite moduri. Lângă fiecare ac lung se află un ac scurt. Cel lung scrie, iar cel scurt stropește cu apă, pentru a spăla sângele și a menține în permanență scrisul vizibil.” (Colonia penitenciară) - „Apoi unul dintre domni își descheie redingota și scoase dintr-o teacă [...] un cuțit cu două tăișuri, lung și subțire, de măcelar, îl ridică și îi cercetă lama la lumină.”(Procesul) - „Apoi cunoscutul meu scoase din buzunar, fără prea multe ezitări, un briceag, îl deschise cu atenție și și-l înfipse în brațul stâng fără să îl mai scoată” (Descrierea unei lupte) - „Aproape și-a scos ochii cenușii cu andrelele, pentru că era deja întuneric. ” (Cel necinstit la inimă) |
| ușile (prin extensie: porțile și portarii)         | În universul lui Kafka, fiecare ușă ascunde un mister mai mult sau mai puțin terifiant. Când Georg Bendemann pătrunde în camera tatălui său, el deschide de fapt ușa propriului subconștient. În Metamorfoza, ușa camerei lui Gregor Samsa este agentul unei surprize bilaterale: părinții lui Gregor sunt șocați să îl vadă transformat în gândac, iar el constată cu stupoare că, în plan sentimental, tatăl său a suferit o metamorfoză nu mai puțin tenebroasă, manifestată prin ură și aversiune. În Procesul, niciodată nu se poate ști ce ascunde o ușă închisă. De exemplu, în capitolul Bătăușul, Josef K. îi descoperă în dosul unei uși de debara pe foștii lui paznici, Frank și Willem, pedepsiți cu nuiaua de un torționar pentru un viciu de procedură. Fobia ușilor se confundă cu teama de necunoscut. În Nefericirea burlacului, o viață în celibat înseamnă a trăi într-un imobil unde o singură cameră îți este rezervată și unde o sumedenie de uși laterale terifiază prin omniprezența necunoscutului. Mai mult, prin uși pătrund în spațiul privat intrușii nedoriți ai absurdului. În Procesul, discuția protagonistului cu pictorul Titorelli este spionată de la ușă și importunată de un grup de fetițe insolente, care « aparțin și ele justiției », pentru că « totul purcede de la justiție ». În Metamorfoza, când Gregor comite imprudența de a se avânta în afara camerei, se condamnă singur la moarte, devenind victima sigură a violenței exagerate a tatălui. Cu toate acestea, unele uși ascund un mister care atrage. Protagonistul din În fața legii așteaptă o viață întreagă la ușa legii, păzită de un portar cu rol de cerber. Sensurile ascunse ale lumii se pot doar intui în spatele unor uși, dar, din păcate, mult mai mare este numărul ușilor de fațadă. În Avocații (Fürsprecher), protagonistul caută fără oprire într-o clădire imensă camera unde speră că s-ar afla avocații apărării, dar nu întâlnește decât niște bătrâne neprietenoase. În Procesul, în mod similar, Josef K. bate la fiecare ușă în căutarea tribunalului care l-a convocat. În Castelul, lui K. nu i se permite să-l vadă pe Klamm, reprezentantul Castelului, decât prin gaura ușii. Castelul însuși nu este în fond decât o „ușă” încuiată, demn de interes fiind mai ales faptul că în limba germană, titlul romanului, Das Schloss, înseamnă atât Castelul cât și Lacătul. | - „În timp ce K. trecu în următoarea seară pe coridorul care despărțea biroul său de scara principală, [...] auzi niște gemete în dosul unei uși, în spatele căreia crezuse întodeauna că se află o cămără de vechituri.” (Procesul) - „În spatele ușii se puteau auzi din nou fetițele. Se înghesuiau probabil să se uite prin gaura cheii; poate că în cameră se putea vedea de asemenea prin crăpăturile ușii” (Procesul) - „Așa că s-a refugiat la ușa camerei sale și s-a lipit de ea, astfel încât tatăl său să vadă, când va intra din anticameră, că Gregor are doar cele mai bune intenții și că vrea numaidecât să se întoarcă în camera sa, deci nu este nevoie să îl gonească înăuntru, ci trebuie doar un pic să-i deschidă ușa și va și dispărea.” (Metamorfoza) - „Dacă te ispitește așa mult, încearcă, în ciuda interdicției mele, să intri. Bagă de seamă însă că sunt puternic. Și eu nu sunt decât păzitorul cel mai de jos. La intrarea în fiecare sală stau alți păzitori, unul mai puternic decât celălalt. Pe al treilea nu pot nici măcar eu să-l privesc.” (În fața legii) - „Dacă nu găsești nimic aici pe culoar, deschide ușile; dacă nu găsești nimic în spatele acestor uși, există alte etaje; dacă nu găsești nici acolo sus nimic, nu-i grabă, urcă-te și mai sus pe scări.” (Avocații) - „Am aflat cu durere că Frieda v-a dat voie să vă uitați prin gaura din ușă; era sedusă de dumneavoastră încă din clipa în care a făcut asta. Spuneți-mi, cum de ați putut suporta să-l priviți măcar pe Klamm?” (Castelul) |
| zidurile (prin extensie: culoarele, labirinturile) | În simbolistica lui Franz Kafka, zidurile reprezintă în primul rând lumea subterană a imaginației, o lume cu caracter protector, dar și subversiv, ce se opune vehement valorilor pragmatice ale tatălui. Scriitorul substituie grandoarea cu misterul (turnul Babel devine puțul Babel) și utilitarismul cu absurdul (Marele zid chinezesc din povestirea lui Kafka este un proiect de o futilitate evidentă). La fel cum creatura din Vizuina își sapă un labirint securizant sub pământ, pentru Kafka, scrisul nu este o extravaganță trecătoare, ci o necesitate organică, programată de propriul instinct de conservare. Modul fragmentar cum este construit zidul în povestirea Marele zid chinezesc, pare chiar să reflecte maniera în care Kafka își scria propriile romane. Mulți critici au interpretat tentația irezistibilă a lui Gregor Samsa de a se urca pe pereți sau tavan ca pe o aspirație specifică artistului de a se înălța deasupra unei lumi vulgare și anodine. Conform acestei exegeze, Samsa s-a transformat în parazit, deoarece percepția vulgului este că artiștii parazitează societatea. În Castelul, K. își amintește cu nostalgie de o cucerire importantă a copilăriei sale, când s-a cățărat pentru prima oară pe zidul înalt al cimitirului din localitatea natală. Zidurile Castelului îi rămân însă inaccesibile și tocmai din acest motiv, cartea poate fi considerată un bildungsroman ratat. La umbra zidurilor se rostesc și marile adevăruri. Spre exemplu, în catedrală, preotul îi povestește lui Josef K. celebra parabolă În fața legii. Zidurile mai sunt însă și simbolul dezintegrării relațiilor umane și al eșecului comunicării. Ele sunt esențiale pentru segregarea lui Samsa de restul societății, fiind, în mod evident, o aluzie la procesul de ghetoizare. Zidurile și culoarele palatului din O solie imperială sunt atât de complicate, încât ultimul mesaj al împăratului muribund nu va ajunge niciodată la supușii săi, și așa înstrăinați complet de viața politică a imperiului. În imaginația lui K., zidurile labirintice ale Castelului, formând rețele încâlcite de camere și birouri, sunt o adevărată materializare a absurdului birocratic și alienant. | - „Cea mai frumoasă trăsătură a vizuinei mele este însă liniștea. Desigur, este una înșelătoare. Oricând ea poate fi întreruptă brusc și totul se sfârșește atunci. Pentru moment însă, liniștea este încă aici. Ore întregi mă pot strecura prin galeriile mele și nu aud nimic, decât uneori freamătul unui animal de mici dimensiuni, pe care îl reduc imediat la tăcere cu colții mei.” (Vizuina) - „Peste puțin timp mâncarea nu îi producea nici cea mai mică plăcere, astfel că luă obiceiul, pentru a se distra, să se cațere cruciș și curmeziș pe pereți și pe tavan. Îi plăcea mai ales să stea atârnat de plafon. Era cu totul diferit față de șezutul pe podea. Respira mai liber, își simțea corpul străbătut de o ușoară vibrație.” (Metamorfoza) - „[...] cât de inutile sunt toate străduințele lui! tot timpul se chinuie să străbată camerele din palatul interior, dar nu le va răzbi niciodată sau dacă o va face, nu va câștiga nimic cu asta, pentru că va trebui să își croiască drumul în jos pe scări; dacă și asta va reuși, tot fără folos, căci îi va lua mult timp până să traverseze curțile către cel de-al doilea palat, care le înconjoară concentric; și iarăși trepte și curți; și iar un palat; și tot așa timp de secole. (O solie imperială) - „Nu, spuse Olga, [...] ce a obținut el de fapt? I se permite să intre într-un birou, dar nici măcar nu pare a fi un birou, ci mai degrabă o anticameră a birourilor sau poate nici atât, ci doar o încăpere, unde sunt reținuți toți cei care nu au voie să pătrundă în adevăratele birouri. Și a vorbit cu Klamm, dar a fost într-adevăr Klamm? Nu a fost poate mai degrabă cineva care seamănă cu Klamm?” (Castelul) |
| zăpada (prin extensie: gerul, viscolul)            | În romanul Castelul, zăpada, simbol omniprezent, întrupează două concepte distincte: efemerul, rezervat lui K., și iluzoriul, trăsătura principală a Castelului. Birtășița îl avertizează pe K. la un moment dat că faptele sale au durabilitatea și consitența pașilor pe zăpadă. În schimb, imaginea îndepărtată a Castelului, estompată de ceață, zăpadă sau întuneric, pare în permanență un miraj, o fata morgana. În Procesul, viscolul și zăpada care invadează lumea lui Josef K. în capitolul Avocatul, industriașul și pictorul sporesc sentimentul pericolului și al amenințării, pe măsură ce protagonistul conștientizează imposibilitatea achitării. În Un medic de țară, înghețul și zăpada sunt embleme ale rațiunii, refulării și abstinenței sexuale, pe care simbolurile explozive ale subconștientului și concupiscenței, reprezentate în special de cei doi cai « nepământeni », le perturbă iremediabil. | - „Faptele dumneavoastră vor lăsa poate urme adânci de pași în zăpadă, dar atât.” (Castelul) - „Josef K. se îndreptă spre fereastră, se așeză pe pervaz [...] și privi piața. Zăpada continua să cadă, cerul nu se înseninase deloc.” (Procesul) - „Om bătrân, despuiat, expus gerului ăstor vremuri nenorocite, umblu haihui într-o trăsură pământească, cu cai nepământeni. ” (Un doctor de țară) |

### Lucrările majore

#### Metamorfoza
Nuvela Metamorfoza este plasată de critici în centrul canonului literar european, fiind considerată crucială și în cel mai înalt grad reprezentativă pentru literatura modernă. Transformarea lui Gregor Samsa, un comis-voiajor oarecare, într-o insectă monstruoasă este prezentată ca un eveniment firesc, care nu necesită clarificări sau argumente. Samsa își pierde slujba, statutul social și sprijinul familiei, nu își mai poate comunica gândurile și trăiește într-o izolare forțată, însă sentimentele sale rămân profund umane. Trăiește cu iluzia că va reveni la forma inițială, îl procupă viitorul familiei, îi este frică de reacția șefului, îl încântă muzica Gretei sau manifestă un interes aproape obscen pentru fotografia doamnei cu un boa de blană. Tragedia lui Samsa constă mai ales în faptul că nu poate tempera reacțiile haotice ale celor ce îi sunt dragi. Mama sa leșină când își vede fiul redus la stadiul de animal, iar tatăl îl brutalizează de fiecare dată când îndrăznește să se aventureze în afara camerei sale. Doar sora Grete pare să manifeste înțelegere și luciditate. Samsa trebuie să conștientizeze, cu mâhnire, că a devenit o povară și o rușine pentru întreaga familie. Moartea sa, provocată de niște lovituri administrate de propriul tată, reprezintă și o decizie personală a eroului, de a se retrage de bunăvoie dintr-o lume vrăjmașă, fără speranță, unde se simte un parazit.

#### America
America începe ca un roman inițiatic, avându-l ca protagonist pe Karl Rossmann, un tânăr de șaisprezece ani exilat din Europa de proprii părinți pentru că a sedus o servitoare. Coborând în portul New York, Rossmann își dă seama că și-a uitat umbrela, așa că se întoarce pe vas și pătrunde într-un labirint de uși și culoare. Întâlnește un fochist aflat într-o situație lamentabilă din cauza tratamentului inuman pe care i-l aplică mașinistul șef Șubal. Karl Rossmann vorbește cu căpitanul despre reclamațiile fochistului, dar în învălmășeala dezbaterilor este descoperit, printr-o coincidență stranie, de unchiul său, senatorul Edward Jacob. Rossmann locuiește cu unchiul o perioadă, dar i se solicită să plece după ce încalcă o interdicție de a vizita un anume prieten al senatorului. Complet abandonat într-o lume absurdă, candidul erou intră în compania nefastă a domnilor Delamarche și Robinson, care îi vând costumul cel bun și îi vandalizează geamantanul. În cele din urmă, Rossmann devine un destoinic liftier la Hotel Occidental. Prieteniile defavorabile ale trecutului îl urmăresc însă: într-o zi un Robinson în stare de ebrietate se prezintă la hotel și Rossmann îl transportă în dormitorul liftierilor. Când se întoarce, se confruntă cu acuzația că a lipsit de la lucru două minute, o abatere considerată inadmisibilă. Este concediat de chelnerul-șef și chiar bătut de portar. În continuare, eroul trăiește într-un fel de captivitate la casa unei femei bogate, Brunelda, concubina lui Delamarche, care îi folosește pe Robinson și Rossmann ca servitori. Romanul, cu situațiile lui de un picaresc comico-absurd, risipește iluziile idealiste ale visului american și ale capitalismului.

#### Procesul
Romanul Procesul prezintă episoade oarecum discontinue din viața tânărului Josef K., « prim-procurist la o mare bancă », pe măsură ce o vină din trecut, necunoscută lui sau poate chiar inexistentă, îi aduce succesiv un arest la domiciliu, un interogatoriu în sala de judecată și o pedeapsă cu moartea. Considerându-se complet nevinovat, eroul întreprinde prea puține măsuri pentru a contracara amploarea procesului, cu toate că procedurile legale îi îngăduie un grad sporit de libertate. În timpul primei audieri din podul îmbâcsit al unui imobil, Josef K. se dezlănțuie într-o tiradă ce îi va fi defavorabilă, împotriva metodelor dezonorante și absurde ale justiției. Abia mai târziu, la insistențele unchiului Karl, îl angajează ca avocat pe domnul Huld, un fanfaron de o inutilitate evidentă. În cele din urmă, protagonistul se îndreaptă spre pictorul Titorelli, un bun cunoscător al justiției, care îi dezvăluie că există trei tipuri de achitări: cea reală (foarte rară, dacă nu chiar imposibilă), cea aparentă și tărăgănarea la infinit. Absurdul situației culminează cu parabola În fața legii, pe care un preot i-o povestește eroului într-o catedrală, pentru a-i demonstra că legea este și rămâne inaccesibilă rațiunii. Romanul este completat de scurte episoade de iubire, spontane și vremelnice, dovedind nesiguranța și lipsa de angajament sentimental a protagonistului. Josef K. este atras de domnișoara Bürstner, o chiriașă dintr-o cameră vecină, sau de Leni, servitoarea avocatului Huld. Capitolul final al romanului este tragic și teatral: doi domni îl execută pe Josef K. cu un cuțit de măcelar, iar eroul se supune destinului și acceptă să moară « ca un câine ».

#### Castelul
Dintre cele trei mari romane ale lui Kafka, Castelul are subiectul cel mai complicat și diversitatea de personaje cea mai mare. 
Sosirea protagonistului K. într-un sat de la poalele Castelului, după ce i s-a comunicat că a fost angajat ca arpentor, marchează intrarea într-o lume a absurdului birocratic. Lui K. i se solicită o autorizație pentru a înnopta la han, i se interzice să viziteze Castelul, iar orice întrevedere cu șeful său, domnul Klamm, îi este blocată. Deși i se confirmă telefonic și în scris că își va lua în primire postul cât mai curând, K. află de la primarul satului că numirea sa constituie o eroare, deoarece Castelul nu are nevoie de arpentori. Protagonistului îi parvin totuși, prin intermediul curierului Barnabas, mesajele lui Klamm, care îl îndeamnă să persevereze. Mai mult, doi tineri infantili și incomozi, Artur și Jeremias, sunt desemnați de Castel să îl secundeze.
Acțiunea se amplifică prin bizara poveste de iubire dintre K. și Frieda, o chelneriță de la „Curtea domnească”. Amanta lui Klamm, Frieda îi permite protagonistului să își întrezărească șeful printr-o gaură din ușă. K. și Frieda se logodesc și trăiesc împreună în condiții vitrege, în sala de gimnastică a unei școli, unde K. este angajat provizoriu ca om de serviciu. Logodna eșuează, când Frieda își dă seama că nu reprezintă pentru K. decât un instrument pentru a accede la lumea Castelului. Romanul, neterminat, continuă cu zădărnicirea oricăror eforturi ale eroului de a ocupa funcția promisă.

### O selecție din opera lui Franz Kafka
Notă: În paranteze, perioada aproximativă în care lucrările au fost scrise.
| Povestiri - (1904–1905) Descrierea unei lupte (Beschreibung eines Kampfes) - (22-23 sept. 1912) Verdictul (Das Urteil) - (oct. 1914) Colonia penitenciară (In der Strafkolonie) - (1914–1915) Un învățător de țară sau Cârtița uriașă (Der Dorfschullehrer sau Der Riesenmaulwurf) - (1914–1917) Grijile unui tată de familie (Die Sorge des Hausvaters) - (1915) Blumfeld, un burlac mai bătrâior (Blumfeld, ein älterer Junggeselle) - (1917) Un doctor de țară (Ein Landarzt) - (1917) Vânătorul Gracchus (Der Jäger Gracchus) - (1917) Marele zid chinezesc (Beim Bau der Chinesischen Mauer) - (1917) O dare de seamă către o Academie (Ein Bericht für eine Akademie) - (1917) Șacalii și arabii (Schakale und Araber) - (1920) Refuzul (Die Abweisung) - (1921–1922) Prima durere (Erstes Leid) - (1922) Un artist al foamei (Ein Hungerkünstler) - (1922) Investigațiile unui câine (Forschungen eines Hundes) - (1923) O femeie mică (Eine kleine Frau) - (1923–1924) Vizuina (Der Bau) - (1924) Josephine cântăreața, sau poporul șoarecilor (Josephine, die Sängerin, oder Das Volk der Mäuse) | Nuvele - (1912) Metamorfoza (Die Verwandlung) Romane - (1907–1908) Pregătiri pentru o nuntă la țară (Hochzeitsvorbereitungen auf dem Lande) - (1911–1914) America (Amerika) - (1914–1915) Procesul (Der Prozeß) - (1922) Castelul (Das Schloß) Teatru - (1916–1917) Paznicul criptei (Der Gruftwächter) Memorialistică - (1910–1923) Jurnalul (caietele in-cvarto) - (1917–1919) Caietele albastre in-octavo Corespondență - (1900–1924) Scrisori către familie, prieteni, editori - (1909–1924) Scrisori către Ottla - (1912–1917) Scrisori către Felice - (nov. 1919) Scrisoarea tatălui - (1920–1923) Scrisori către Milena |

### Ediții în limba română
- America, traducere de T. Simion Pop și Erika Voiculescu, București, Editura Univers, 1970 (reeditări: RAO Internațional, 1995, 2006; Leda, 2005)
- Castelul, traducere de Mariana Șora, București, Editura pentru Literatură, 1968 (reed.: RAO Internațional, 1995, 2006; Prietenii Cărții, 1996; Leda, 2004)
- Colonia penitenciară, traducere de Mihai Izbășescu, Iași, Editura Moldova, 1991
- Corespondență, traducere de Radu Gabriel Pârvu, vol. I-III, București, RAO International, 2005-2008
- Jurnal, traducere de Radu Gabriel Pârvu, București, RAO Internațional, 2002 (reed.: 2006)
- Metamorfoza, povestiri, traducere de Mihai Izbășescu, București, Editura Leda, 2005
- Metamorfoza, traducere și studiu introductiv de Lucian Pricop, Editura Cartex, București 2023 ISBN 978-606-9604-04-5
- Opera antumă, povestiri, ediție îngrijită de Radu Gabriel Pârvu, București, RAO Internațional, 1996
- Opere complete, traducere de Mircea Ivănescu, vol. I, Proză scurtă; vol. II, Proză scurtă postumă; vol. III, Jurnal; vol. IV, Scrisori; vol. V, Scrisori către Felice și corespondență din perioada logodnei, București, Editura Univers, 1996-1999
- Pagini de jurnal și corespondență, traducere de Mircea Ivănescu și Al. Alexandru Șahighian, București, Edituira Univers, 1984
- Procesul, traducere de Gellu Naum, București, Editura pentru Literatură Universală, 1965 (reed.: Apollo & Oltenia, 1993; RAO Internațional, 1994, 2007; Historia, 2007)
- Scrieri postume și fragmente, ediție îngrijită de Radu Gabriel Pârvu, vol. I-II, București, RAO Internațional, 1998
- Verdictul și alte povestiri, traducere de Mihai Izbășescu, București, Editura pentru Literatură Universală, 1969